# Festung Hohentwiel

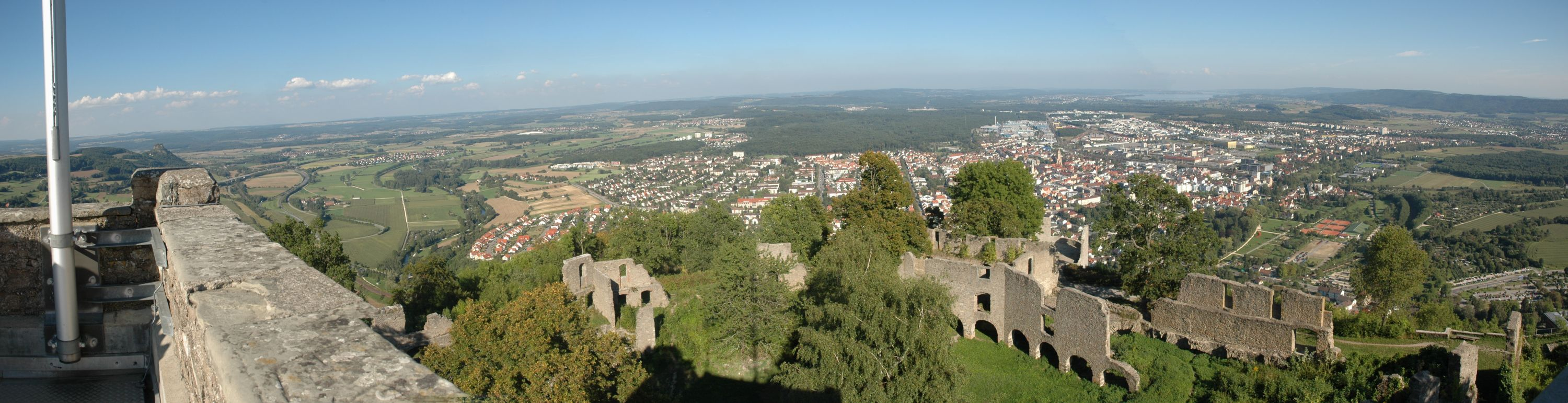
Panorama vom Kirchturm: Eugensbastion und Singen

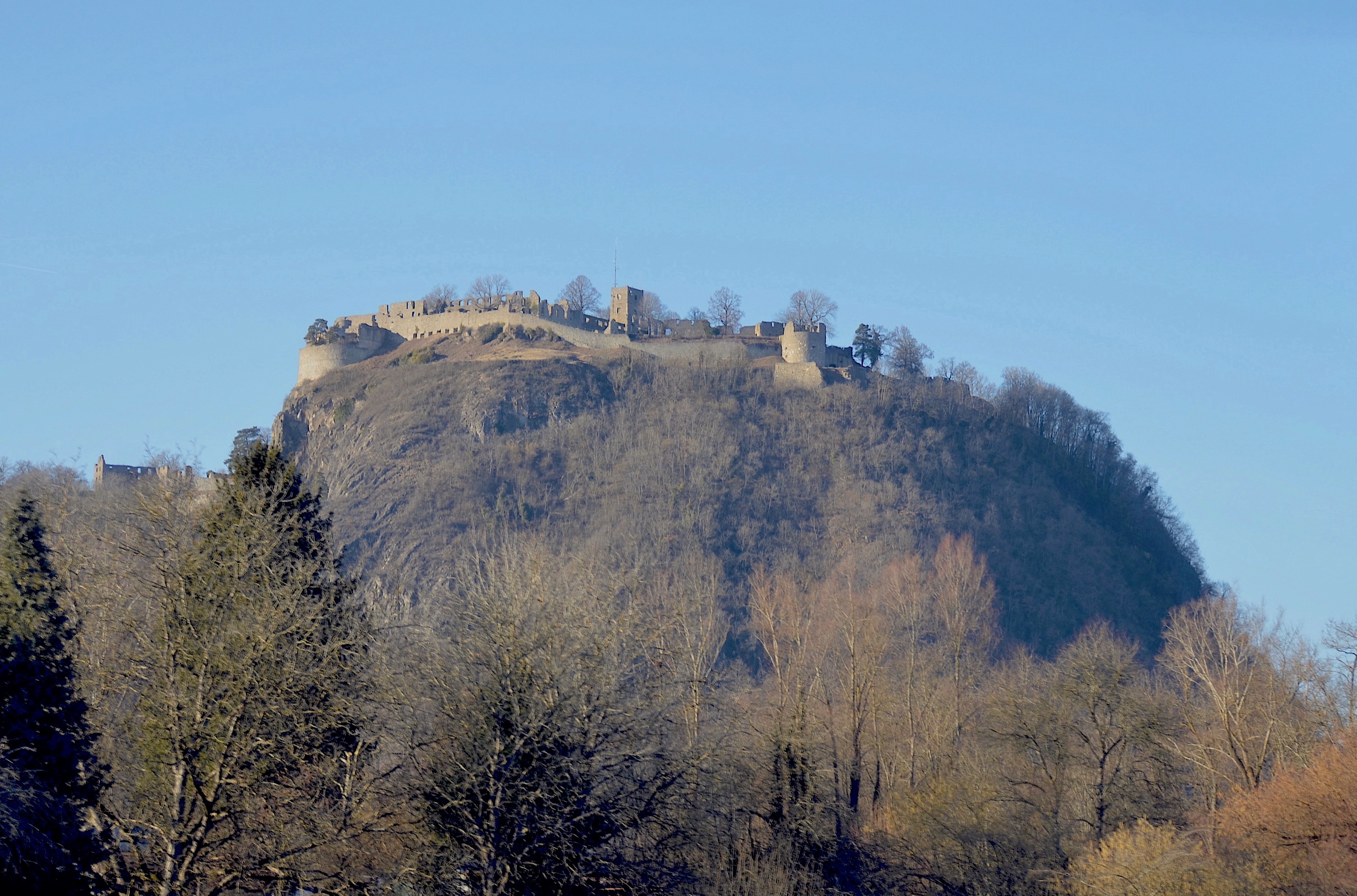
Ansicht von Singen aus

Die Festung Hohentwiel ist eine ehemalige Gipfelburg und Festung auf der vulkanischen Quellkuppe des Hohentwiel im Hegau, in der Nähe des Bodensees. Die Felsen überragen die am östlichen Fuß des Berges gelegene Stadt Singen um 260 Meter. Mit einer Fläche von neun Hektar stellt die für Besucher zugängliche Festung die größte Burgruine Deutschlands dar. Seit 1990 wurde die Anlage jedes Jahr von über 80.000 Menschen besucht, das Maximum lag 2002 bei 126.520 Besuchern. Im Bereich der Festungsanlage findet jährlich das Hohentwiel-Festival statt.
In ihrer Geschichte war die Festung frühmittelalterlicher Herzogssitz und einfache hochmittelalterliche Burg. Erstmals erwähnt wird die Befestigung auf dem Hohentwiel im Jahr 915. In der Folgezeit war der Hohentwiel im Besitz verschiedener Adelsfamilien, darunter der Zähringer und Klingenberger. Zu Beginn des 16. Jahrhunderts kam der Hohentwiel mehr und mehr unter Einfluss und Herrschaft der Württemberger. Damit war die Burg wieder Herzogssitz. In den folgenden Jahrhunderten wurde die Anlage zur württembergischen Staatsfestung ausgebaut und im Dreißigjährigen Krieg fünfmal erfolglos belagert. Im Anschluss folgte eine Nutzung als Staatsgefängnis, bis die Anlage 1801 im Zweiten Koalitionskrieg geschleift wurde. Nach der Zerstörung wurden die Ruinen schnell zum Anziehungspunkt für Touristen.

## Lage und Umgebung
Der Vulkan Hohentwiel mit der Festung liegt im Süden Baden-Württembergs auf der Gemarkung der Stadt Singen im Landkreis Konstanz. Die Stadt befindet sich direkt unterhalb der Ostseite des Berges am Ufer der Radolfzeller Aach. Im Westen befindet sich in drei Kilometer Entfernung Hilzingen. Zehn Kilometer in südöstlicher Richtung entfernt liegt der Bodensee. Im Nordwesten und Norden befinden sich die ebenfalls auf markanten Vulkanresten gelegenen Ruinen von Hohenstoffeln, Burg Hohenkrähen und Burg Mägdeberg.

## Namensherkunft
Erstmals erwähnt wird die Burg in der St. Galler Klosterchronik Ekkehards IV. (um 980–1060) als castellum tuiel, das 915 belagert wurde. Früher unterstellte die Forschung keltische Wurzeln des Namens. Nach neuesten Erkenntnissen der Sprachwissenschaft wird wegen des Anlautes von einem alemannischen Ursprung ausgegangen. Das Wort könnte dann auf den indogermanischen Stamm *tú oder tuo mit der Bedeutung „schwellen“ zurückgehen. Gesichert ist diese Annahme nicht. Latinisiert erscheint der Name in Urkunden als Duellium oder Duellum. Seit dem Übergang vom Spätmittelalter zur Frühen Neuzeit ist neben „Tuiel“ oder „Twiel“ auch der Name Hohentwiel gebräuchlich. Erstmals belegt ist er für 1521.

## Geschichte

### Anfänge als Herzogssitz

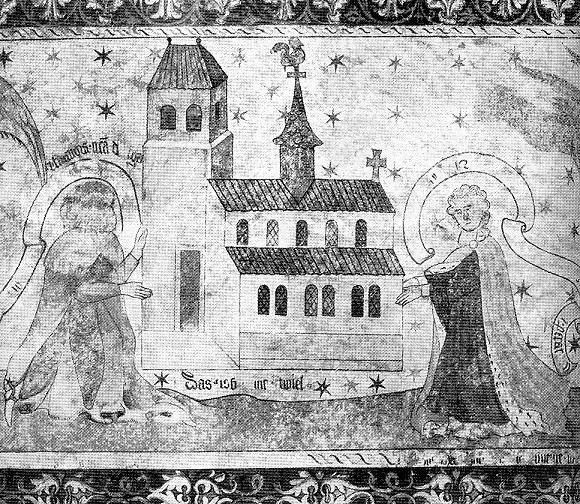
Fresko 1437: Hadwig und Burkhard III. als Gründer des Klosters 970

Im Gegensatz zu den anderen Hegaubergen konnten auf dem Hohentwiel keine Spuren einer Fliehburg nachgewiesen werden. Die Ursprünge der Befestigungen auf dem Berg liegen im frühen Mittelalter, und zwar im Zusammenhang mit der Wiederbegründung des Herzogtums Schwaben. Im Jahre 914 wurde der Berg von Burchard II. während seines Aufstands gegen König Konrad I. befestigt und im Jahr darauf von Konrad erfolglos belagert. Burchard konnte sich durchsetzen und wurde um 920 von Konrads Nachfolger Heinrich I. offiziell mit dem Herzogtum belehnt. Unter seinem Sohn, Herzog Burchard III., wurde der Hohentwiel in der Mitte des 10. Jahrhunderts zur schwäbischen Herzogsresidenz ausgebaut.
970 wurde damit begonnen, auf dem Twiel ein Kloster zu errichten. Es war dem hl. Georg geweiht und verfügte über eine angeschlossene Klosterschule. 973 starb Burchard III. und wurde im Kloster Reichenau bestattet. Seine Witwe Hadwig konnte danach noch 21 Jahre lang, bis zu ihrem Tod 994, ihre Stellung auf dem Twiel behaupten und wurde sogar in königlichen Urkunden als dux (dt.: „Herzog“) bezeichnet. Dies ist insofern bemerkenswert, als es zu ihren Lebzeiten zwei weitere legitime Herzöge gab. Um 973 berief sie Ekkehard II. aus der Abtei St. Gallen auf den Hohentwiel, um sich von ihm in Latein unterrichten zu lassen. Ekkehards Leben wurde 1855 in dem historischen Roman Ekkehard von Joseph Victor von Scheffel beschrieben (siehe unten).
Nach dem Tod Hadwigs begab sich Kaiser Otto III. zum Twiel, um dort die Erbschaft zu regeln und die von Hadwig angemaßten Rechte am Königsgut wieder für sich zu beanspruchen. Im Jahr 1000 weilte der Kaiser ein zweites Mal auf dem Twiel, was auf einen komfortablen Ausbau der Burg schließen lässt, aber auch Ottos Bestreben erkennen lässt, seine Besitzansprüche durchzusetzen.

### Mittelalterliche Adelsburg
Um 1005 wurde das Kloster nach Stein am Rhein verlegt, worauf der Twiel an Bedeutung verlor. Die nächsten urkundlichen Erwähnungen stehen im Zusammenhang mit dem Investiturstreit. Im Jahre 1079 gehörte der Hohentwiel offensichtlich den Zähringern. Adelheid, die Frau des Gegenkönigs Rudolf von Rheinfelden und Schwiegermutter Bertholds II. von Zähringen, starb in diesem Jahr auf dem Hohentwiel.
In diesem Zusammenhang tauchen zwei Familien auf, die sich beide nach dem Twiel benannten, aber auf Grund der politischen Konstellation nicht identisch sein können: eine vom Abt von Sankt Gallen eingesetzte und eine aus dem Umfeld der Zähringer. Ulrich von Eppenstein, Abt des Klosters St. Gallen konnte Berthold 1086 den Twiel abnehmen, der danach über drei Jahrzehnte im Einflussbereich des Abtes blieb. Nach dem Tod des Abtes 1121 nahmen dann die, in Zähringer Diensten stehenden, Herren von Singen den Twiel in Besitz (vermutlich frühestens 1122, spätestens aber 1132) und nannten sich fortan „Herren von Twiel“. 1214 ist ein Gibizo de Twiel und 1230 ein Heinrich von Twiel nachgewiesen. Heinrich ist der letzte nachgewiesene Herr von Twiel. Ob diese Personen den Twiel in Eigenbesitz hatten, ist ungeklärt; er könnte auch Königs- oder Herzogsgut gewesen sein. Dann wären die Genannten mit dem Twiel belehnt gewesen.
Aus dem Jahr 1267 existiert eine von Ulrich von Klingen unterzeichnete Urkunde. Nachdem 1218 die Zähringer ausgestorben waren, könnten sich die Herren von Klingen den Twiel angeeignet und die Herren von Twiel auf den Rosenegg versetzt haben. Ein weiterer Ulrich von Klingen verkaufte den Twiel am 16. Februar 1300 für 940 Mark Silber an Albrecht von Klingenberg. Für sieben Generationen verblieb der Twiel im Besitz der Klingenberger. 1419 und 1433 kaufte Caspar von Klingenberg die Herrschaft über Hohenklingen und die Vogtei über das Kloster St. Georg. Damit war nach über 400 Jahren der Herr von Twiel wieder Schutzherr über das Kloster.
1464 begann eine Fehde zwischen Eberhard von Klingenberg und Johann von Werdenberg. Der Werdenberger hatte einen Knecht Eberhards gefangen genommen und gefoltert. Im Zuge der Geschehnisse bildeten sich zwei Koalitionen: Die Werdenberger mit der Rittergesellschaft Sankt Jörgenschild sowie den Grafen von Württemberg auf der einen und Eberhard mit Hans von Rechberg, Wolf von Asch und Schweizer Reisläufern auf der anderen Seite. Auf letztere konnte Eberhard zurückgreifen, da er 1463 in das Bürgerrecht der Stadt Luzern getreten war. Nachdem alle Vermittlungsversuche fehlgeschlagen waren, begann am 11. Oktober die Belagerung der Twieler Burg durch die Werdenberger zusammen mit der Rittergesellschaft. Über größere Kämpfe während des Geschehens am Twiel ist nichts bekannt. Auch die Burgen des Rechbergers wurden belagert. Im Laufe einer solchen Belagerung kam Hans von Rechberg am 11. November zu Tode, worauf sich Eberhard mit der Bitte um Vermittlung an Erzherzog Siegmund von Österreich wandte. Daraufhin kam es am 28. Januar 1465 zu einem Friedensschluss in Biberach. Zuvor hatte Eberhard am 12. Januar zugestanden, dass die Herren von Klingenberg für 200 Gulden Dienstmänner des Erzherzogs wurden.
Nachdem verschiedene Mitglieder der Klingenberger erbliche Herrschaftsansprüche auf die Ganerbenburg Twiel erhoben hatten, kam es im Jahr 1475 zu einem Burgfrieden: Zwischen Eberhard, Kaspar dem Älteren und dem Jüngeren, Albrecht und Heinrich wurde vereinbart, die Burg nicht zu verkaufen, was sich wegen der finanziellen Schwierigkeiten der Familie angeboten hätte. Geldnot führte jedoch dazu, dass Albrecht und Kaspar d. Ä. 1483 für sechs Jahre in den Dienst Eberhards d. Ä. von Württemberg traten. Dieser erlangte damit das Recht, die Anteile der beiden am Twiel zu nutzen. 1486 schloss Bernhard von Klingenberg einen Dienstvertrag mit dem Württemberger, wodurch dieser bei Bedarf über das Schloss verfügen konnte. Dagegen schloss sich Kaspar d. Ä. 1485 dem österreichischen Erzherzog an, was diesem den Anteil Kaspars am Twiel sicherte. 1489 tat es ihm Albrecht gleich. Diese Situation war insofern prekär, als die Interessen Württembergs und Habsburgs, die beide versuchten, ihre Territorien mit ihren jeweiligen Besitzungen im Elsass und in Burgund zu vereinigen, im Hegau aufeinanderstießen. Im Rahmen des Schweizerkriegs 1499 wurde der Twiel trotz zahlreicher Kampfhandlungen im Hegau nicht angegriffen.

### Württembergische Festung

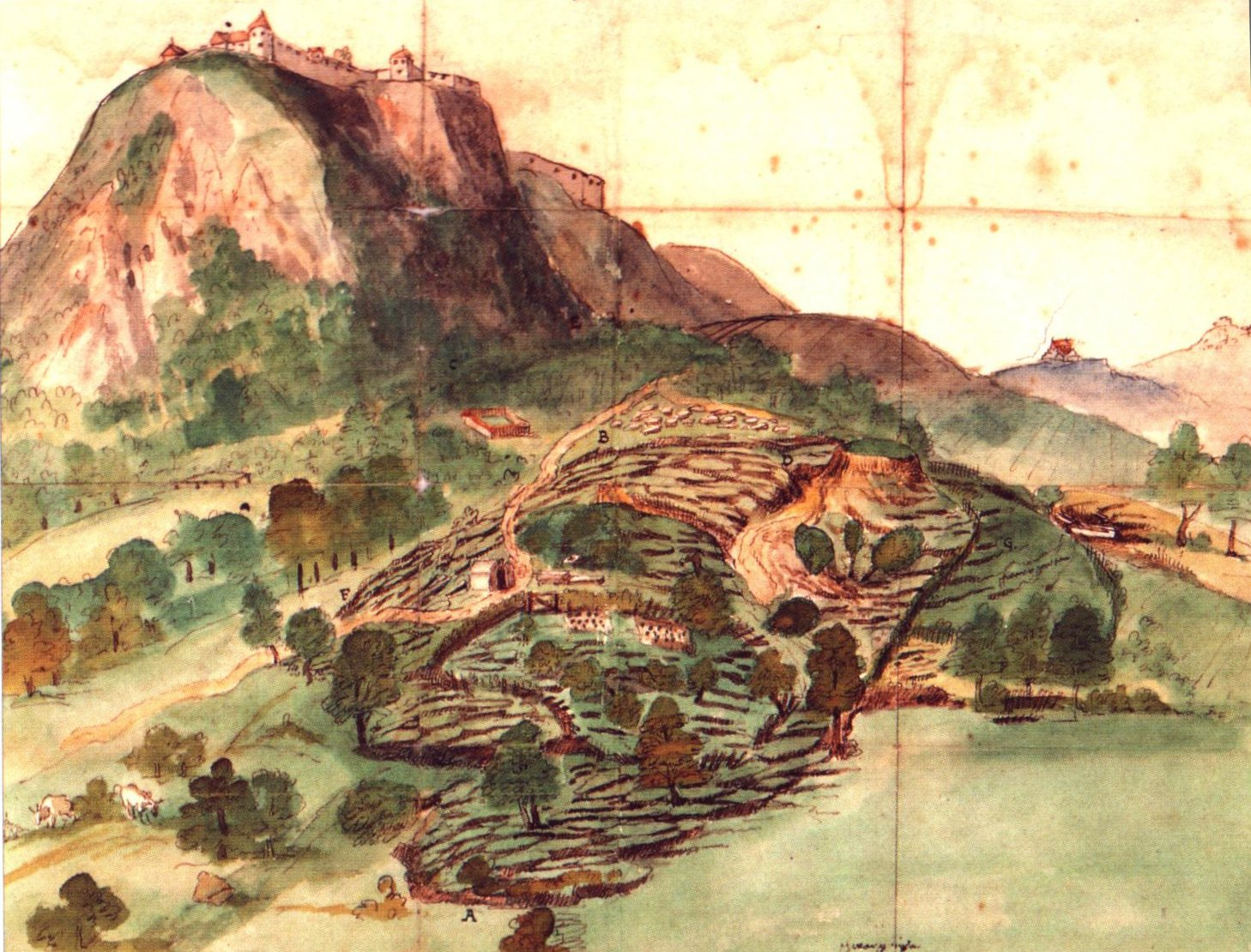
Älteste realistische Darstellung der Festung 1588 (Hans Dorn)

1511 bekam Herzog Ulrich von Württemberg das Öffnungsrecht für den Twiel-Teil des Hans Heinrich von Klingenberg. In der Folge kam es zu familiären Streitigkeiten, in deren Verlauf Hans Heinrich immer mehr Teile am Twiel gewann. Als Herzog Ulrich 1519 vor dem Schwäbischen Bund fliehen musste, erlaubte ihm sein Öffnungsrecht, Zuflucht auf dem Twiel zu nehmen. 1521 erwarb Ulrich das Nutzungsrecht für den Twiel, um ihn als Standort für die Rückeroberung Württembergs zu nutzen. Der Vertrag sah vor, dass der Twiel zwei Jahre nach der erfolgreichen Rückeroberung an Hans Heinrich zurückfallen sollte. Außerdem wurden darin dem Klingenberger hohe finanzielle Versprechungen gemacht. Die Unruhen des Bauernkriegs suchte Herzog Ulrich für seine Zwecke der Rückeroberung seines Landes zu nutzen. Anfang 1525 lagen auf dem Hohentwiel 500 Schweizer Söldner, die Ulrich dabei unterstützen sollten. Insgesamt hatte Ulrich in der näheren Umgebung zwischen 6000 und 8000 Soldaten zusammengezogen. Der Feldzug wurde aber vor Stuttgart wieder abgebrochen, da der französische König bei Pavia gefangen genommen worden war und die Schweizer Söldner deshalb zurückgerufen wurden.
Nachdem Ulrich neun Jahre später sein Herzogtum wieder zurückgewonnen hatte, kam es nicht zur vereinbarten Rückgabe der Burg. Stattdessen erwarb Ulrich am 24. Mai 1538 den Hohentwiel vollständig. Er bezahlte dafür 12.000 Gulden. Ulrich wollte nach den Erfahrungen seiner Vertreibung, bei der all seine Burgen gefallen waren, sieben Landesfestungen erbauen, eine davon auf dem Hohentwiel. Finanziert wurde der Ausbau der Burg mit finanzieller Unterstützung durch den französischen König Franz I. Der zeitliche Umfang der Arbeiten ist nicht bekannt. 1550 ließ Herzog Christoph, der Nachfolger Ulrichs, die Festung erweitern. Dazu wurde der Bruderhof von Singen gekauft, um eine Domäne zur Versorgung der Festung zu bekommen. 1593 kam der Bergmaierhof hinzu.

### Dreißigjähriger Krieg

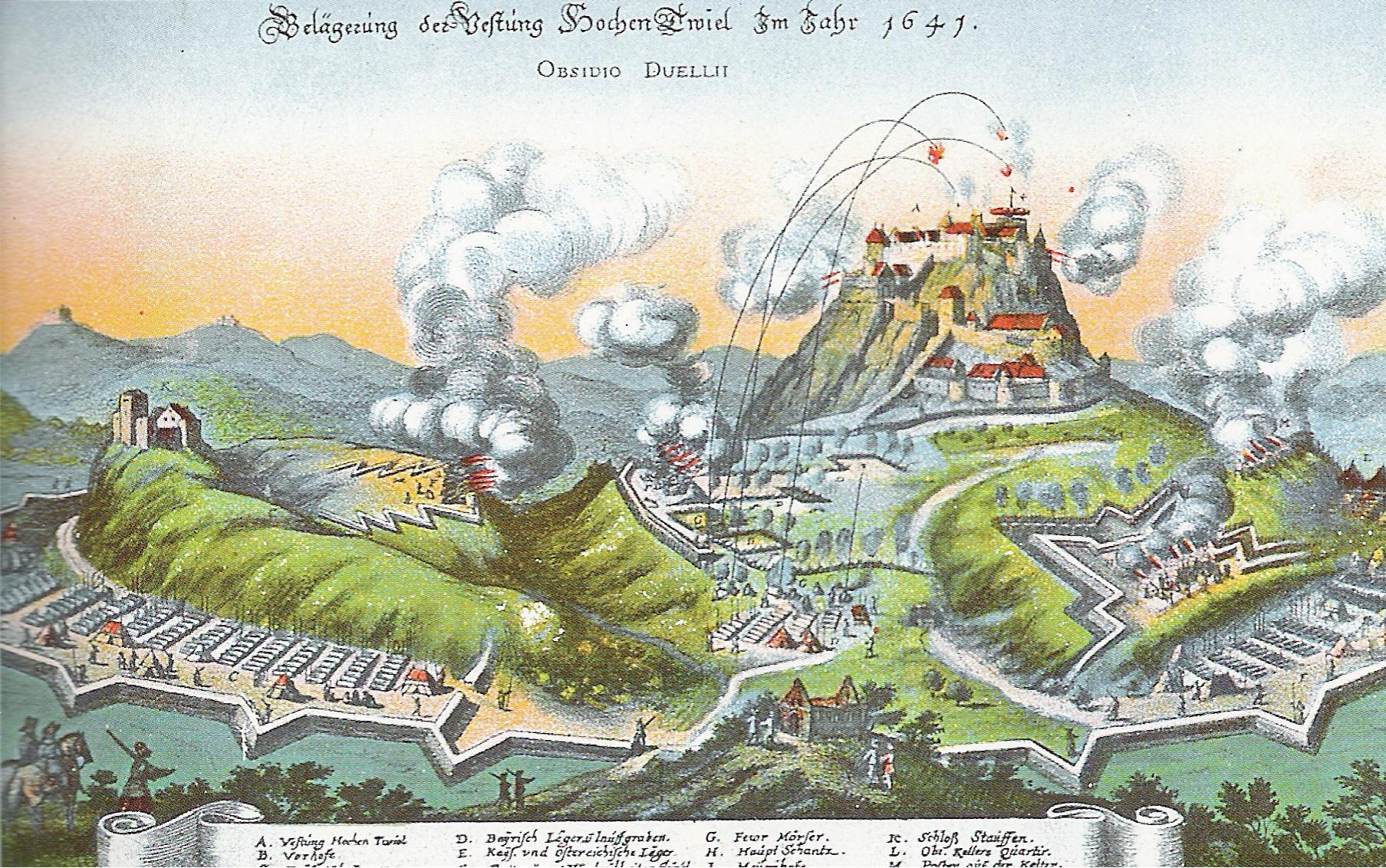
Darstellung der Belagerung 1641 durch Merian

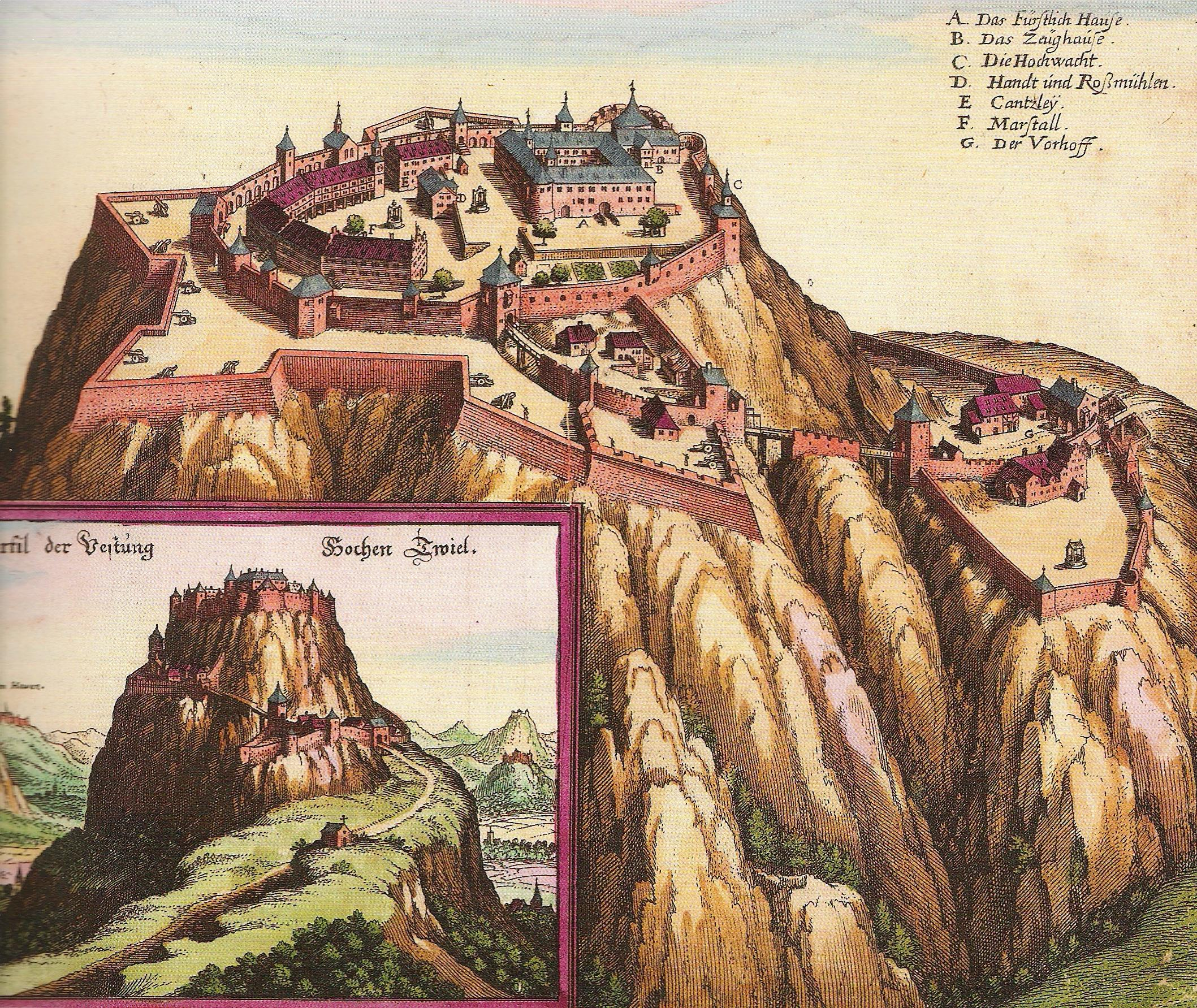
Ansicht des Hohentwiel 1643, ebenfalls Merian

Die alte Rivalität zwischen dem nun protestantischen Württemberg und dem katholischen Habsburg fand im Dreißigjährigen Krieg ihre Fortsetzung. Zwischen 1627 und 1634 wurde die Festung weiter verstärkt. Württemberg verfolgte nach seiner anfänglichen Niederlage in der Schlacht bei Wimpfen 1622 zunächst eine Politik der Neutralität. Das 1629 von Kaiser Ferdinand II. erlassene Restitutionsedikt, nach dem alle geistlichen Güter, die zum Zeitpunkt des Passauer Vertrages vom 1. August 1552 nicht protestantisch gewesen waren, wieder in katholische Hände kommen sollten, vereinte die protestantischen Stände jedoch wieder, und sie verbündeten sich im Heilbronner Bund mit dem schwedischen König Gustav Adolf II. Nach ihrer Niederlage in der Schlacht bei Nördlingen am 6. September 1634 stand Württemberg den Feinden offen. Eberhard floh mit seinem Hofstaat nach Straßburg. Alle Landesfestungen bis auf den Hohentwiel wurden von den Kaiserlichen erobert. Ferdinand III. betrachtete Württemberg als von Habsburg erobertes Gebiet und verwaltete es entsprechend. Die protestantischen Stände verbündeten sich nun mit Frankreich. 1635 übernahm Bernhard von Weimar das Kommando über die protestantischen Truppen, aber im Mai 1635 schloss der Kurfürst von Sachsen, dem sich später die meisten anderen Reichsstände anschlossen, den Frieden von Prag mit dem Kaiser. Das Restitutionsedikt wurde zurückgenommen, die Katholische Liga löste sich auf und es sollte nur noch eine Reichsarmee gegen äußere Feinde (Schweden, Frankreich) aufgestellt werden. Ausdrücklich ausgenommen waren aber die Mitglieder des Heilbronner Bundes. Bernhard von Weimar stellte sich daraufhin in französische Dienste. Frankreich trat offen in den Krieg ein und Südwestdeutschland wurde zu einem der Hauptschauplätze des Krieges. 1638 erhielt Herzog Eberhard III. einen Teil seines Herzogtums zurück, die von Ferdinand II. verschenkten Ämter verblieben aber bei Habsburg.
Die Festung Hohentwiel spielte nun eine maßgebliche Rolle als wichtiger Stützpunkt der mit Frankreich verbündeten Gegner Habsburgs. Konrad Widerholt wurde 1634 zum Kommandanten ernannt. Zu seinen ersten Aufgaben gehörte es, wieder Disziplin herzustellen und die Versorgung zu sichern. Der erhaltene Schriftverkehr zwischen Widerholt und Herzog Eberhard in Straßburg dreht sich hauptsächlich um die Besorgung von Geld und Lebensmitteln. Geld konnte teilweise auf dem Umweg über die Schweiz besorgt werden, im Allgemeinen war aber Widerholt auf sich allein gestellt. 1635 ließ er auf der Festung eine Windmühle mit horizontalen Flügeln errichten, eine Idee, die er vermutlich aus Venedig mitgebracht hatte. „Unnütze“ Personen, das heißt Frauen und Kinder, ließ er von der Festung entfernen, er dachte sogar zeitweise darüber nach, die Mannschaft von 124 auf 45 Mann zu reduzieren.
Ein Mittel zur Geldbeschaffung waren Entführungen. Im Februar 1635 wurde der Sulzische Amtmann Kullig in Jestetten entführt, was 3700 Gulden einbrachte. Der fürstenbergische Major von Salis, der in Aach gefangen genommen wurde, brachte 20 Pferde. Die Entführung des Bischofs von Konstanz, der sich bei einem Jägermahl in Bohlingen aufhielt, gelang zwar nicht, aber die dabei erbeuteten Pferde reichten aus, um 39 Mann, die bei einem Gefecht um den Hohenkrähen gefangen genommen worden waren, wieder auszulösen. Dennoch betrugen die Soldrückstände Mitte 1635 bereits 3000 Gulden.
Vom August 1635 bis zum Februar 1636 wurde die Festung zum ersten Mal belagert. Zur gleichen Zeit breitete sich die Pest im Hegau aus, auch die Festung war mit 150 Toten betroffen. Die erste Belagerung endete mit einem Vertrag, nach dem die Raubzüge eingestellt werden sollten und dafür die Versorgung der Festung zugesichert wurde. 1637 wollte Herzog Eberhard III. von Württemberg den Hohentwiel an den Kaiser übergeben, um wieder als Herzog eingesetzt zu werden, dies scheiterte jedoch an der Weigerung Widerholts. Stattdessen stellte Widerholt sich unter das Kommando von Bernhard von Sachsen-Weimar, der in der Folge Eroberungen in Südwestdeutschland machen konnte. Zwischen Juli und Oktober 1639 wurde die Festung von Gottfried Huyn von Geleen zum zweiten Mal belagert, vermutlich wurde dabei auch kurzzeitig der Vorhof eingenommen. Immer noch sollte Widerholt die Festung übergeben, was er aber nicht tat, obwohl ihm Straffreiheit und eine hohe Geldsumme in Aussicht gestellt wurden. Im September 1640 erfolgte die dritte Belagerung durch spanische Truppen, im Winter 1641/42 die vierte Belagerung durch die Kaiserlichen unter Ernst Georg von Sparr und Gilles de Haes. Dabei näherten sich die Angreifer so weit, dass sie die Festung aus der Nähe beschießen konnten, erlitten jedoch durch die winterliche Witterung hohe Verluste und brachen die Belagerung ab, als bekannt wurde, dass Entsatztruppen unter Johann Ludwig von Erlach anrückten. Danach wurden die Verteidigungsanlagen weiter verstärkt. 1644 kam es zur fünften und letzten Belagerung durch Franz von Mercy. Die Festung wurde dabei nicht direkt angegriffen, sondern weiträumig abgeriegelt. Auch diese Belagerung endete erfolglos.
Am 14. März 1647 wurde zwischen Frankreich und Bayern in Ulm ein Separatfrieden geschlossen. Am 24. Oktober 1648 endete der Dreißigjährige Krieg mit dem Westfälischen Frieden. Schon am 29. November 1648 stellte Widerholt seinem Herzog die Rückgabe der Festung in Aussicht, die feierliche Übergabe erfolgte aber erst am 10. August 1650. Am 12. August 1650 dankte Obrist Konrad Widerholt ab. Am 17. August kam Herzog Eberhard III. selbst auf die Festung. Konrad Widerholt wurde mit dem Rittergut Neidlingen belehnt und starb am 13. Juni 1667 als Obervogt von Kirchheim unter Teck.

### Staatsgefängnis bis zur Schleifung

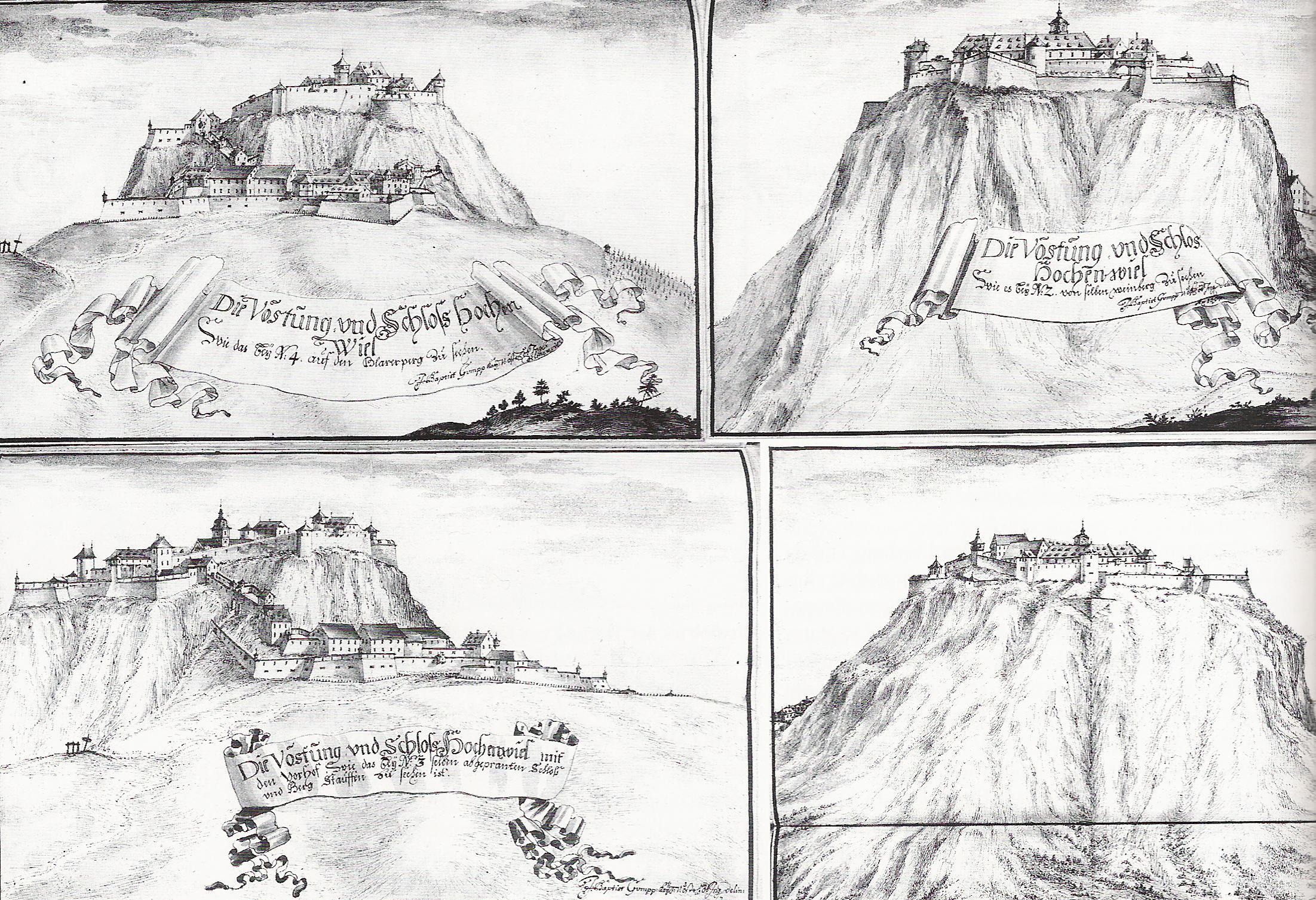
Ansichten des Hohentwiel 1690

Die Veste Hohentwiel bis zur Schleifung

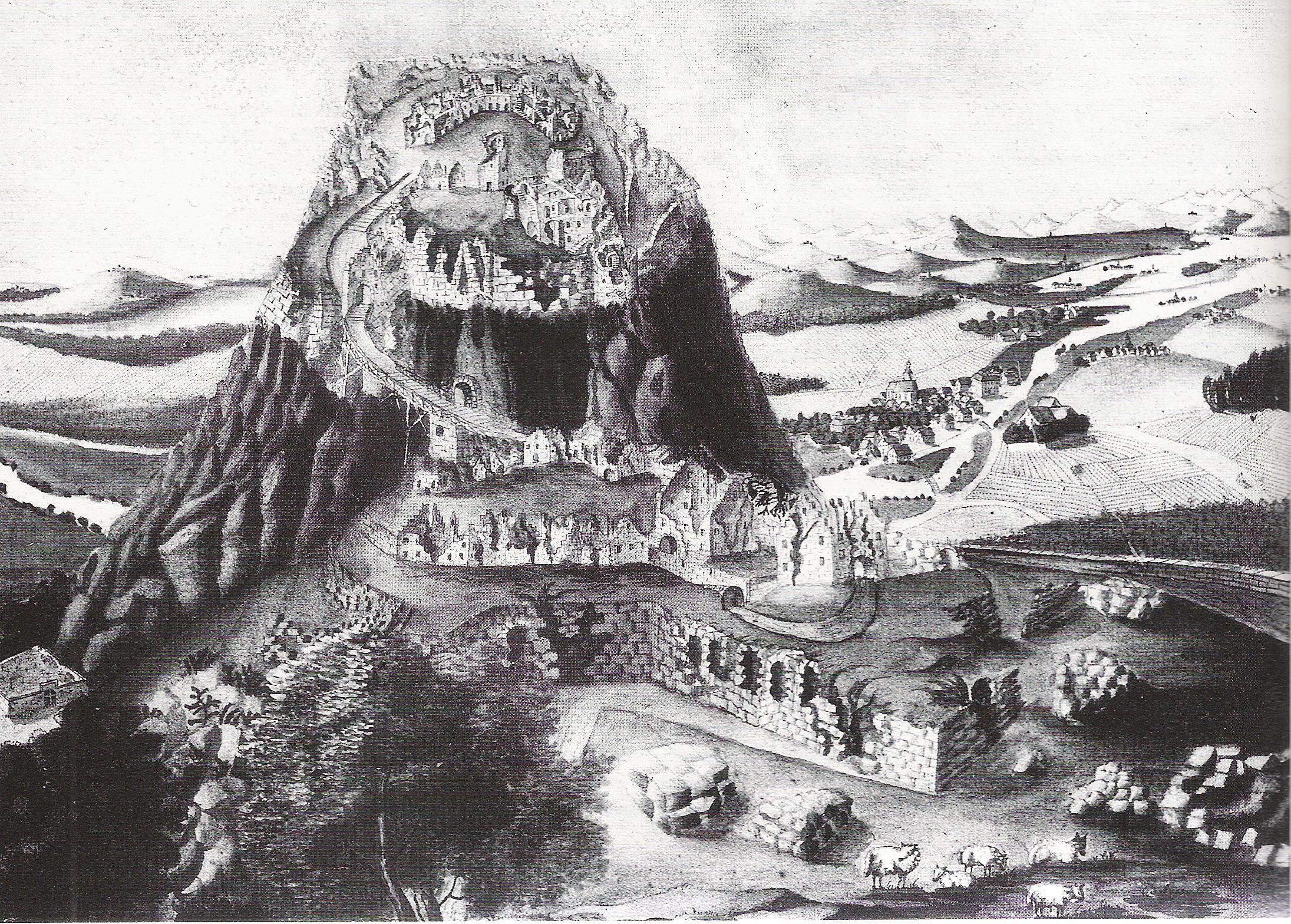
Der Hohentwiel nach der Schleifung 1801

In den folgenden Jahren kam es immer wieder zu Erweiterungen der Festung, so 1653, 1700 und 1735. In diesem Jahr wurde die maximale Ausbaustufe erreicht. Ab 1658 nutzte das Herzogtum Württemberg die Festung als Staatsgefängnis, aber auch als sichere Zufluchtstätte für die herzogliche Familie. Während des Spanischen Erbfolgekriegs wurde auf dem Hohentwiel von 1701 bis 1714 Verteidigungsbereitschaft hergestellt, es kam aber zu keinen Kampfhandlungen. Herzog Eberhard Ludwig weilte am 17. März 1702 auf der Festung. Zwischen August und Oktober 1741 waren der junge württembergische Herzog Carl Eugen sowie die Prinzen Ludwig Eugen und Friedrich Eugen auf Grund des Österreichischen Erbfolgekriegs zu ihrem Schutz auf dem Hohentwiel untergebracht. Von 1759 bis 1764 war Johann Jacob Moser politischer Gefangener im Staatsgefängnis. In der zweiten Hälfte des 18. Jahrhunderts verlor die Festung zunehmend an militärischer Bedeutung, was sich am Abriss und nicht durchgeführten Wiederaufbau von Gebäuden in der Unteren Festung zeigte. Nach 1787 waren Mitglieder der Hannikel-Räuberbande Gefangene im Gefängnis. 1799 hielt sich Herzog Friedrich II. zum letzten Mal in der unzerstörten Festung auf.
Im Zuge der durch die Französische Revolution ausgelösten Revolutionskriege wurde der Hohentwiel 1798 von den Österreichern inspiziert. Als 1799 die Franzosen in den Hegau einmarschierten, blieb der Hohentwiel zunächst unbehelligt. Am 1. Mai 1800 zogen sich die Österreicher aus Singen zurück, nachdem die Franzosen den Rhein überquert hatten. Soldaten der Division Vandamme gelangten vor die Festung. Die durch einen Trompeter geforderte Übergabe der Festung lehnten die Kommandanten des Hohentwiel Bilfinger und Wolf zunächst ab und beriefen sich auf die Neutralität Württembergs. Schließlich unterschrieben sie aber um 23 Uhr im Singener Pfarrhaus die Kapitulation. Am nächsten Tag folgten der freie Abzug der Besatzung und die Plünderung der Festung durch die Franzosen. Im August 1800 wurde in Paris die Schleifung des Hohentwiels beschlossen. Geschleift wurde die Festung ab Oktober bis März 1801.

### Spätere Neuzeit
1804 erfolgte eine notdürftige Instandsetzung für einen Besuch Friedrichs II. 1810 kam das Umland durch den Vertrag von Paris an Baden, während der Hohentwiel als Krongut bei Württemberg verblieb. Verhandlungen zur Lösung der Exklaven-Problematik scheiterten 1847. Nach 1821 wurde immer wieder erwogen, die Festung wiederaufzubauen. 1849 kam der Hohentwiel zur Stadt Tuttlingen. Im Ersten Weltkrieg war von 1915 bis 1918 eine Fliegerwache auf dem Hohentwiel stationiert. Auch im Zweiten Weltkrieg war eine solche Wache auf dem Berg. Als die Alliierten sich 1945 dem Hohentwiel und Singen näherten, wurde die Festung als Schutzunterkunft für Bürger geöffnet. Durch französische Panzer wurde die Festung am 27. April mehrmals beschossen, wobei das Rondell Augusta und die Wilhelmswacht Schaden nahmen.
Am 1. Januar 1969 kam der Hohentwiel offiziell zu Singen.

## Baugeschichte

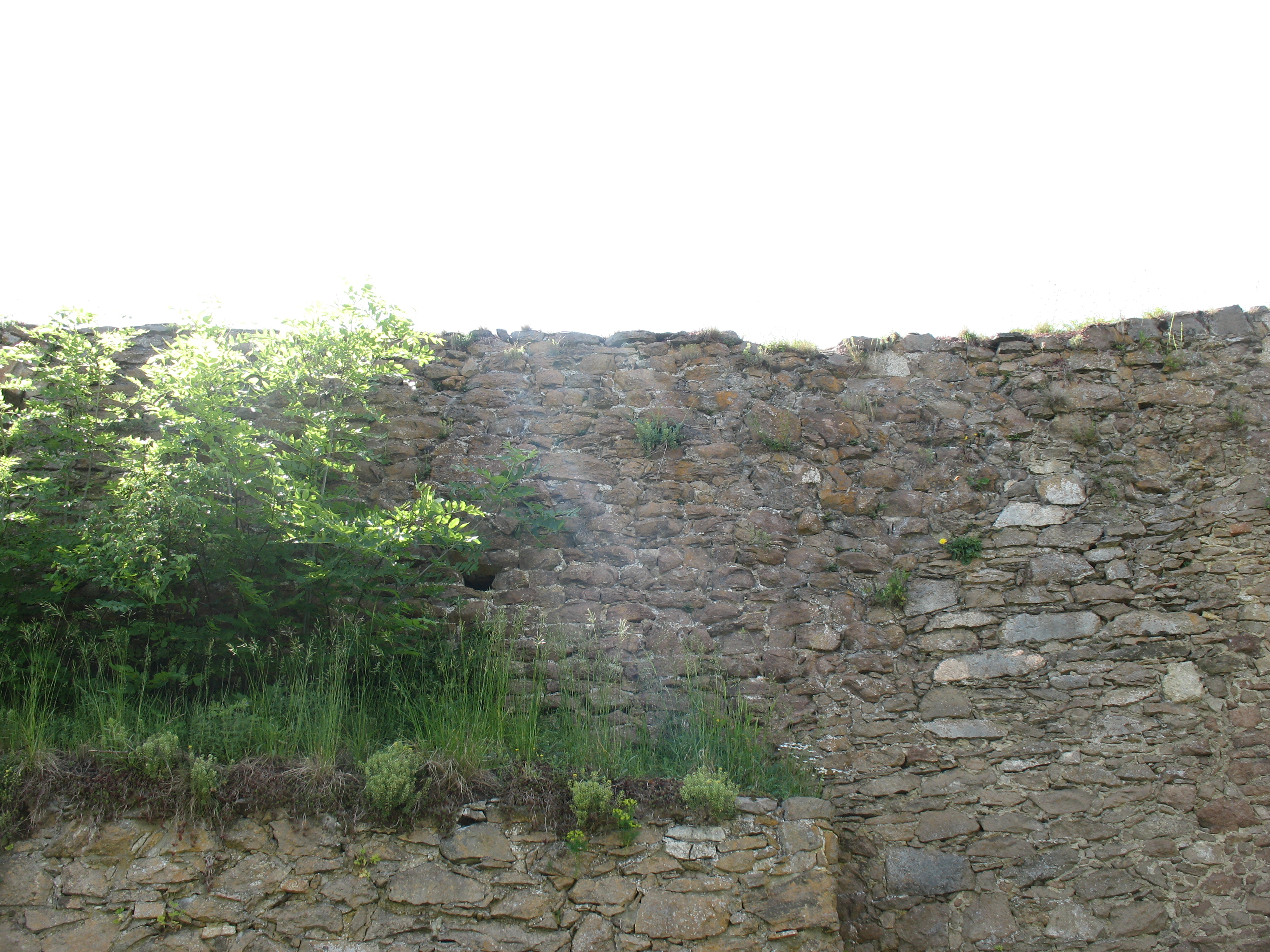
Ältester Mauerteil (Rechts des Busches)

Die Baugeschichte des Hohentwiel kann analog zur Funktion der Bauwerke in drei Abschnitte gegliedert werden: 500 Jahre lang war der Berg mit einer Burg befestigt. Mit dem Ende des Mittelalters erfolgte unter Württemberg der Ausbau zur Festung. Diese existierte knapp 300 Jahre, bevor sie zerstört wurde. Aber auch an der Ruine wurde seitdem gearbeitet, vor allem um sie für Besucher sicherer zu machen.
In seiner größten Ausdehnung ab 1735 umfasste das Areal der Festung 9 Hektar (ha) und 92 Ar (a). Die Obere Festung war 2 ha und 18 a, die Untere Festung 2 ha und 12 a groß. Die restlichen 5 ha und 62 a entfielen auf die umgebenden Erdbefestigungen.

### Burg
Der erste Nachweis einer Befestigung am oder auf dem Hohentwiel bezieht sich auf das Jahr 914. Über den Zustand der damaligen Anlagen gibt es nur Spekulationen. Vermutlich waren es Konstruktionen aus Holz und Erde. Auch ob die Anlagen schon vor diesem Datum existierten, ist nicht bekannt. Wo sich die Herzogsresidenz Burkhards III. befand, ist ebenfalls nicht geklärt. 970 wurde das Kloster St. Georg gegründet. Es ist archäologisch nicht belegt, ob Residenz und Kloster auf dem Berg selbst oder auf der sogenannten Hohentwiel-Terrasse – im Bereich der heutigen Domäne – zu finden waren und sich auf dem Berg lediglich eine mit Palisaden befestigte Fliehburg befand. Im Bereich der heutigen „Herzogsburg“-Westwand sind Mauerstrukturen erhalten, die dem 14. oder 15. Jahrhundert zugerechnet werden.
Burg im 15. Jahrhundert
Anhand der Urkunde des Burgfriedens von 1475 und einer Inventarliste, welche am 21. Juni 1521 anlässlich des Verkaufs der Burg an Herzog Ulrich von Württemberg erstellt wurde, lässt sich die Gestalt der spätmittelalterlichen Burg rekonstruieren.
Durch ein torhuß (Torhaus) gelangte man in einen Vorhof. Über eine brugken und steg (Brücke und Steg) ging es zu einem ussern torren (äußeren Turm), der den Eingang zum eigentlichen sloß (Schloss) sicherte. Dieses umfasste ein Areal von 30 × 23 Metern, dessen hinteres Ende mit einem mehrgeschossigen Gebäude mit einer Größe von 11 × 22 Metern bebaut war. Darin können anhand der Inventarlisten folgende Räume bestimmt werden: Eine niedere Kammer (1) mit Vorkammer (2), eine große Kammer (3), ein Frauenzimmer (4) und eine Jungfrauenkammer (5); über einen Gang erreichte man eine Stube (6), einen Raum vor der Bubenkammer (8) und die Bubenkammer (7), sowie eine Brunnenkammer (9); ein rundum gedeckter Wehrgang (10), von dem man in eine Pfaffenkammer (11) gelangte; eine kleine (13) und große Kammer (12), eine Briefkammer (Archiv) (14), Herrn Albrechts Kammer (15) mit Frauenzimmer (16), eine gute Stube (17), ein kleines Kämmerlein (18) und die Kunkelkammer (Spinnstube) (19). Nicht erwähnt werden die Burgkapelle, die es, wie die Pfaffenkammer beweist, sicherlich gab, und die Burgküche. Das ist wohl darauf zurückzuführen, dass das Inventar vornehmlich die Unterbringungsmöglichkeiten erfasste. Deshalb wurden hauptsächlich die Betten aufgezählt, die überall, außer in den Stuben, standen – insgesamt 44 Stück. Selbst in der Brunnenkammer standen zwei und auf dem Wehrgang befanden sich elf breite Bettstellen, die offensichtlich für Mehrfachbelegung ausgelegt waren. Im Burgfrieden von 1475 wird erwähnt, dass jede der beiden Parteien zu bestimmten Gelegenheiten 15 Knechte zu stellen hatte, und auch bei der Dokumentation von Kriegsdiensten am Ende des 14. Jahrhunderts traten die Klingenberger zumeist mit etwa 15 Kriegsknechten auf. Das Mobiliar bestand aus trögen (Truhen). Es gab einen Kasten (Schrank) und mehrere kensterlin (kleine, verschließbare Schränkchen). Tische standen nur in den Stuben. Der Tisch in Albrecht von Klingenbergs Stube ist ausdrücklich als Schreibtisch ausgewiesen. In den beiden Nebenräumen zu dieser Stube befanden sich zwei Reisetruhen des in österreichischen Diensten stehenden Rates. Bumiller weist die Raumfolge 3–7 Hans Heinrich von Klingenberg, seiner Frau Susanna von Rotberg, den Töchtern Susanna und Clara und dem Sohn Hans Caspar zu. Die Raumfolge 14–18 rechnet er Albrecht von Klingenberg und seiner Frau Dorothea von Ottingen zu. Die übrigen Räume waren für das Gesinde bestimmt oder wurden, wie Küche und Brunnenstube, gemeinsam genutzt. Die Beschreibung deutet darauf hin, dass sich beide Komplexe über mehrere Stockwerke erstreckten. Wenn man davon ausgeht, dass sich Brunnenstube und Küche sowie weitere Vorratsräume im Erdgeschoss befanden, könnte der Wohntrakt aus drei Geschossen bestanden haben.
Der Brunnen führte kein Grundwasser, sondern war eine Zisterne. Das Wasser wurde täglich vom Eselsbrunnen am westlichen Aufstieg zur Burg mit Eseln auf die Burg transportiert. Damit erklären sich auch die reichhaltigen Weinvorräte auf der Burg – laut Inventar von 1475 4 Fuder (ungefähr 7000 Liter). Das Inventar zählt weiter zehn Schweine auf, die ständig auf der Burg gehalten wurden, drei Zentner Schmalz, jeweils 6 Zentner Erbsen, Linsen, Bohnen, Mußmehl und Gerste, 300 Zentner Getreide (halb Dinkel, halb Roggen) und zehn Scheiben Salz.
Zur Instandhaltung der Burg wurden auch jeweils ein komplettes Maurer- und Zimmermannsgeschirr vorgehalten. Im Inventar von 1521 findet sich zusätzlich ein vollständiges Schmiedegeschirr.
Zwischen 1475 und 1521 war es zu einer Aufrüstung auf der Burg gekommen, was sich sowohl im Waffenarsenal als auch in der Menge der Versorgungsgüter widerspiegelt: 173 Maß Schmalz, 37 Speckseiten, Fleisch in größeren Mengen, 81 Käse, 161 Pfund Salz, 196 Pfund Schweineschmer, 20 Fuder (rund 35.000 Liter) Wein, drei Fässer Baumöl. Das Inventar gibt dadurch auch Hinweise auf weitere Wirtschaftsgebäude, die sich heute nicht mehr zuordnen lassen. Neben den drei Weinkellern befanden sich in einem oberen Kornhaus 72 Malter Roggen (ca. 210 Zentner) und in „Junkers“, also Hans Heinrichs Kornhaus, 72 Malter Roggen, 60 Malter Müllerkorn und drei Malter Gerste. In Ställen und auf Weiden um den Berg befanden sich 15 Rinder, sieben Kälber, 17 Schweine, 10 (Arbeits-)Pferde mit Karren und Geschirr und sechs Esel.
Das militärische Inventar spiegelt sowohl die sich verändernde Kriegstechnik als auch die Aufrüstung der Burg wider. 1475 war die Burg mit vier Winden-Armbrüsten und 2000 dazugehörigen Pfeilen ausgerüstet. Dazu kamen fünf Handrohre und Arkebusen mit drei Zentnern Schießpulver und zwei Zentnern Blei. 1521 waren es 25 Armbrüste, dazu sechs Handrohre und 54 Arkebusen sowie große Geschütze in Form von zwei Feldschlangen und elf kleineren Falkonen. Damit vergrößerte sich auch der Vorrat an Munition: 40 Zentner Schwarzpulver, vier Zentner Salpeter, drei Zentner Schwefel und 40 Zentner Blei. Später, 1616, zur Zeit der Festung, waren es dann 47 schwere Geschütze und 612 Handfeuerwaffen.

### Festung
→ Siehe: Liste der Gebäude auf dem Hohentwiel zwischen 1591 und 1735

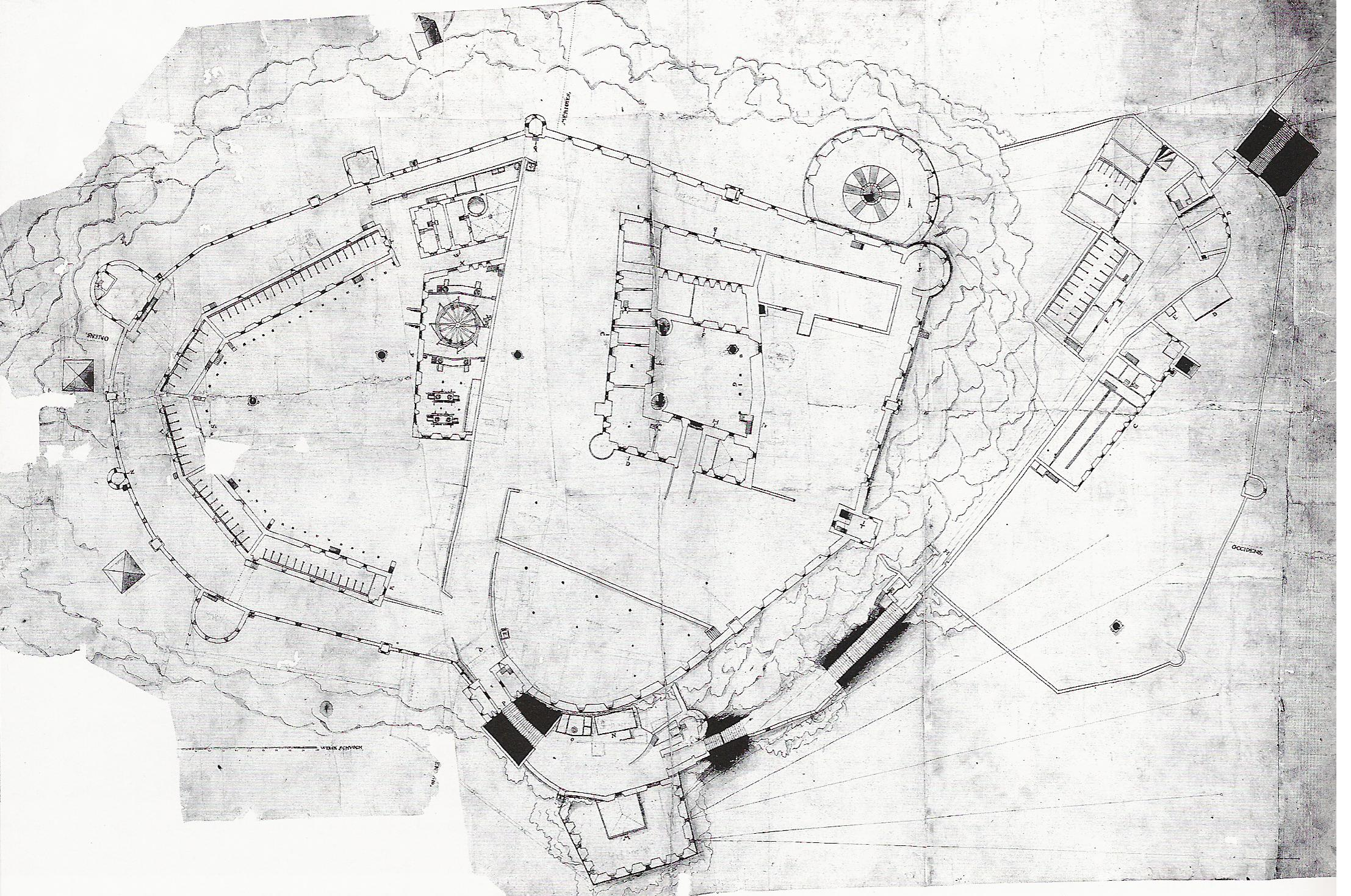
Erster Plan der Festung 1591

Der Umbau vom Adelssitz zur Festung und Garnison erfolgte ab 1521 durch Herzog Ulrich. Damit wandelte sich auch die primäre Funktion von einem Wirtschafts- und Verwaltungssitz zu einer vornehmlich militärischen Anlage, wobei die zunehmende Verbreitung von Feuerwaffen in der Frühen Neuzeit entsprechende Anpassungen der Verteidigungsanlagen erforderlich machte. In den ersten Jahren wurde der Ausbau von Werkmeistern aus Montbéliard geleitet. In der Oberen Festung wurden 1522 ein 220x60 Fuß großer Keller und ein 200x24 Fuß großes Gewölbe gebaut. 1523 entstanden ein weiteres Gewölbe, ein Graben mit Schütte für Getreide und drei Zisternen. Die Burg der Klingenberger auf dem Gipfel wurde komplett erneuert, nur der zentrale Bau blieb erhalten. Seine Mauern wurden später zur Innenmauer der Herzogsburg. Das umliegende Gelände wurde eingeebnet, so dass zwei Plateaus entstanden. Auf dem östlichen fand der Kasernenbau seinen Platz, mit dessen Aushubmaterial das westliche Plateau aufgeschüttet wurde. Die Flächen wurden anschließend mit einer Mauer umzogen, die den gesamten Gipfel umschloss. Auf der Südost- und der Nordostseite der Mauer entstanden um 1526 zwei Geschütztürme: „Wilhelmsturm“ und „Gutgenug“. Dadurch wurde die relativ flache Ostseite des Hohentwiel verstärkt. Von der Kaserne aus waren die Türme durch einen überdachten Gang erreichbar. Auf der Westseite entstand der Geschützturm „Scharfes Eck“. Auch eine Windmühle wurde bis 1527 auf dem Gipfel erbaut, sie funktionierte jedoch nie richtig. Wann der Klingenberger Vorhof zur Unteren Festung ausgebaut wurde, ist nicht bekannt; 1588 war er durch eine Mauer mit Halbschalentürmen für kleine Geschütze befestigt. Ebenfalls unklar ist der Zeitpunkt der Befestigung des „Schmittefelsens“, welche in die frühe Bauphase gefallen sein könnte.

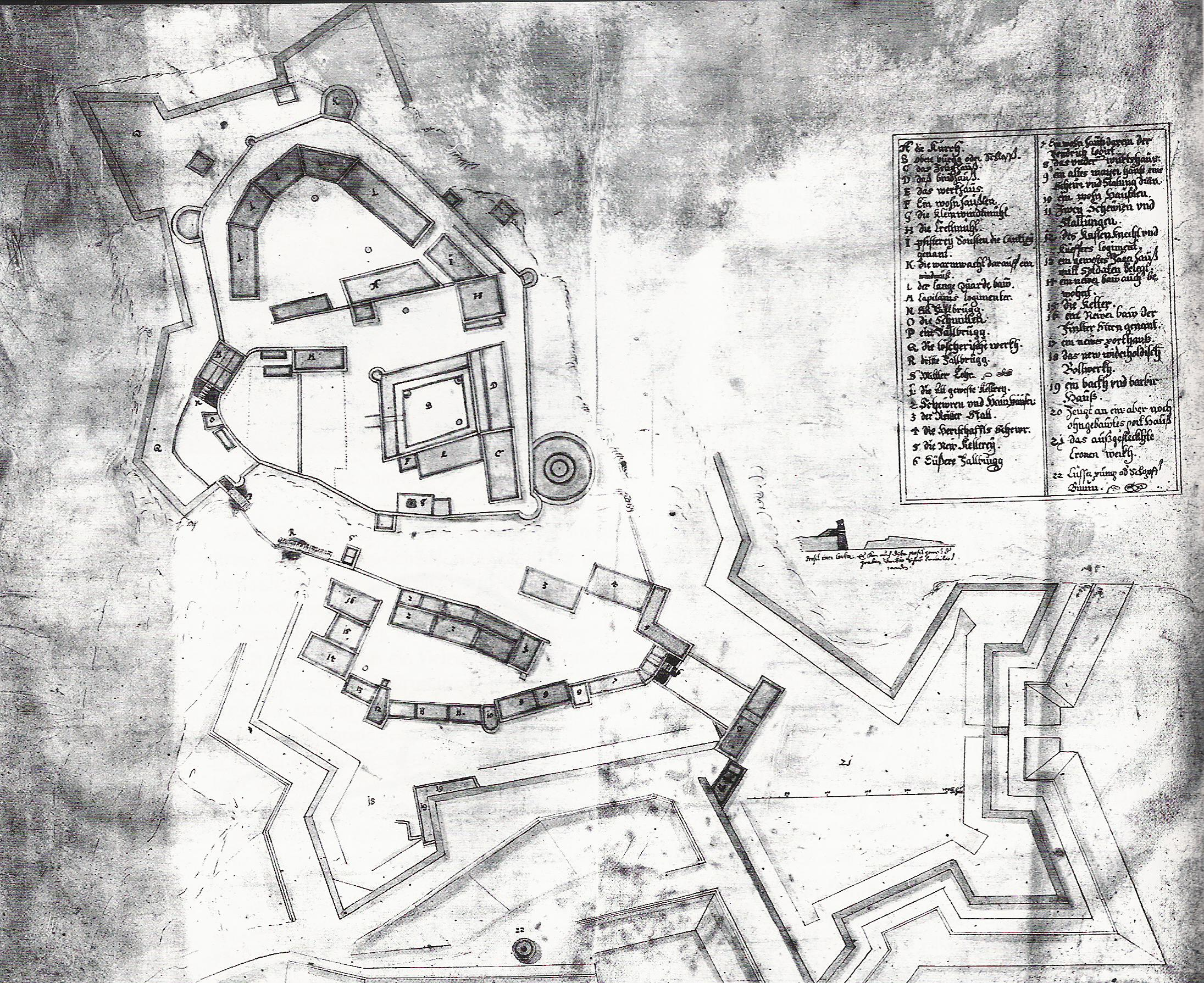
Plan der Festung 1655

Zwischen 1550 und 1557 gab Ulrichs Sohn Christoph 45.000 Gulden für Baumaßnahmen auf dem Hohentwiel aus. 1553 bis 1554 ließ er die alte Klingenberger Burg zu einem Renaissanceschloss, der heutigen Herzogsburg, umbauen. Auf einer nahezu rechteckigen Grundfläche umschlossen ihre drei Flügel einen Innenhof. 1559 wurde am Vorhof als weiterer Repräsentationsbau ein Tor errichtet, möglicherweise im Zusammenhang mit der oben genannten Umfriedung des Vorhofs. Unter Christoph wurden außerdem ein Kelterhaus und ein Gebäude zur Unterbringung von Wagen gebaut. Die Entstehungszeit des „Rondells Augusta“ ist nicht geklärt. Durch seine Lage beherrschte es das westliche Vorfeld und machte somit das „Scharfe Eck“ überflüssig. Von daher kann man schließen, dass das Rondell wohl frühestens unter Christoph, vielleicht sogar erst unter dessen Nachfolger Ludwig entstand. Das Rondell ist ein Geschützturm mit 25 Metern Durchmesser. 1593 entstand ein erster Meierhof unterhalb der Festung.

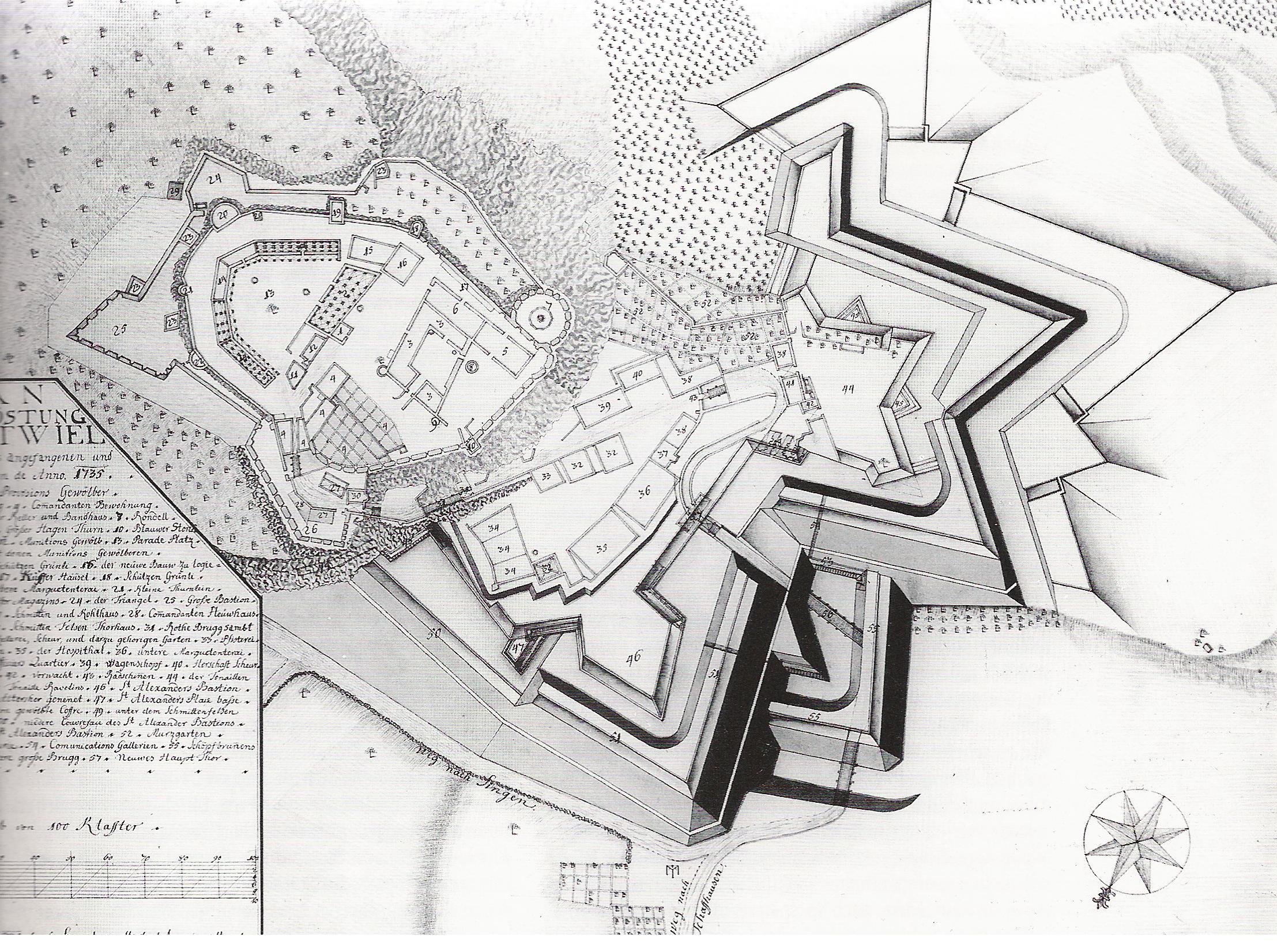
Maximale Ausbaustufe 1735

In der Frühphase des Dreißigjährigen Krieges, als keine Kampfhandlungen im Hegau stattfanden, wurde der Hohentwiel erneut ausgebaut. Zwischen 1627 und 1634 wurde die Obere Festung mit Bastionen verstärkt, besonders wiederum die Ostseite. Hier entstanden zwei Bastionen und der „Schmittefelsen“ wurde ebenfalls zur Bastion ausgebaut. 1635 ließ Kommandant Widerholt eine Windmühle bauen. Es folgte zwischen 1639 und 1645 der Bau einer Kirche, deren Inventar in der Umgebung zusammengeraubt wurde. Nach Kriegsende wurde die im Krieg mehrmals zerstörte Untere Festung wiederaufgebaut. Das Torgebäude wurde erneuert und in den inneren Bereich zurückgezogen. Etwas weiter nach Westen wurde das „Eugenstor“ erbaut. Ferner entstand eine neue Kellerei, die später als Offiziers-Unterkunft diente. Außerdem kam es zu einer Erweiterung der Wirtschaftsgebäude und Wohnunterkünfte. Neu errichtet wurden ein Wohngebäude, aus dem später eine Apotheke wurde, und ein Wirtshaus. Um die Festung besser zu sichern, wurde der Zugang verändert: Es wurde ein Kronwerk (sein westlicher Teil ist die heutige „Karlsbastion“) um den Vorhof angelegt, und der Eingang in die Festung erfolgte über das neue Karlstor. Auf Druck Österreichs, das den Ausbau kritisch beobachtete, mussten bereits begonnene Arbeiten zu einem Fort im Bereich der Unteren Festung eingestellt werden.
Bei einer Inspektion der Verteidigungsanlagen im Jahre 1727 wurde ein desolater Zustand der Mauern festgestellt. Daraufhin wurden noch im August des Jahres Ausbesserungen durchgeführt. In den folgenden Jahren gab es nochmals Erweiterungen: Auf der Oberen Festung wurde zwischen der kleinen Bastion („Triangel“) im Süden und dem Rondell Augusta der Verteidigungsring fortgesetzt. Dadurch entstand eine Verteidigungsterrasse („St. Erdmann“), auf der zunächst ein Baumgarten angelegt wurde. Neue Gebäude wurden kaum mehr gebaut, stattdessen wurden bestehende Gebäude anders genutzt: Die Kirche diente zusätzlich als Lagerhaus, und das ehemalige Mühlengebäude wurde zu einer Soldatenunterkunft. Aus der Wilhelmswacht wurde eine Marketenderei. Neu errichtet wurden nur einige kleinere Häuser, ein Windmühlenturm sowie ein Turm am Herzogssitz. Auch in der Unteren Festung wurde eine Marketenderei gebaut sowie ein Hospital errichtet. Auf der Ludwigsbastion auf der Südseite wurde ein Garten angelegt, vermutlich, um die Festung in Belagerungszeiten autarker zu machen. Der Eingang wurde durch den Bau des Alexandertors verstärkt. 1735 erreichte die Festung ihren maximalen Ausbaustand.

### Ruine

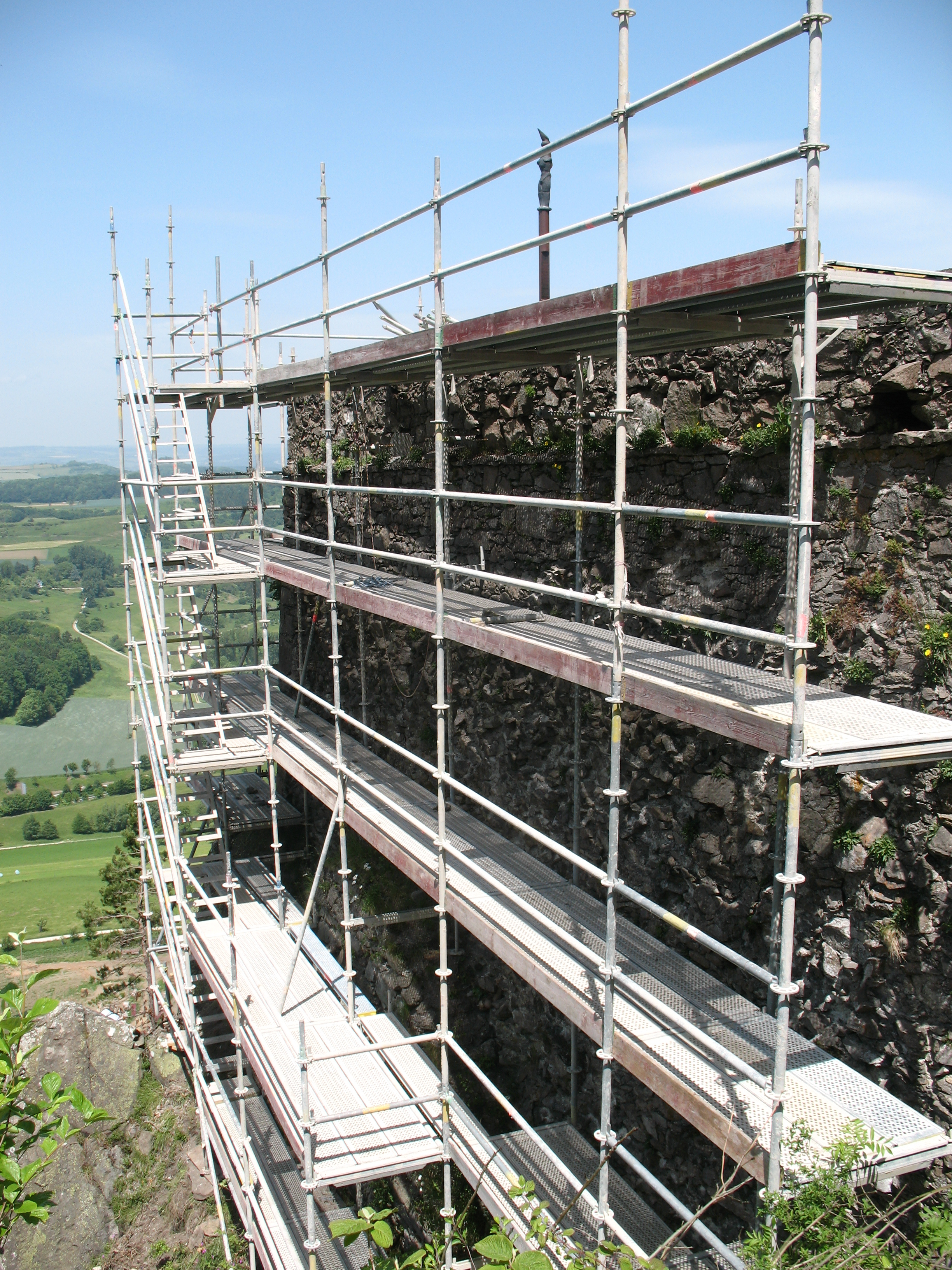
Baumaßnahmen 2009 am Schmittefelsen

Die Baumaßnahmen, die nach der Schleifung 1801 in der Ruine vorgenommen wurden, lassen sich heute zum großen Teil nicht mehr rekonstruieren. Während und nach der Schleifung wurde von der Bevölkerung viel Material entwendet. Für den Besuch Friedrichs II. 1804 räumte man die Festung auf. Dabei musste großflächig Schutt abgefahren und potentielle Gefahren durch lockere Steine in den Mauern beseitigt werden. Die Wege wurden für Wagen befahrbar und die Brücken zur Oberen Festung passierbar gemacht. Die Kosten für diese Maßnahmen beliefen sich auf 2.496 Gulden. Um 1845 wurde der Kirchturm instand gesetzt, der als Aussichtsturm diente, und die erste Aussichtsplattform errichtet. 1847 erfolgte die Sperrung der Brücken, die 1849 in verkleinerter Form erneuert wurden. Um 1900 wurde die marode Treppe des Rondells Augusta instand gesetzt. 1912 renovierte man die Südmauer der Oberen Festung. Auch an der Karlsbastion wurde gebaut, sie wurde 1920 durch den Bau einer Geländermauer für Besucher sicherer gemacht.
Die Problematik der Hohentwieler Bausubstanz ist, dass aus dem historischen Mauerwerk der Mörtel durch Regen ausgewaschen wird und die Mauern dadurch an Stabilität verlieren. Zudem greift Frostsprengung die Mauern an. Auch der Bewuchs mit Efeu und Bäumen zerstört die Bausubstanz. Den Zerfall zu verhindern ist die Aufgabe der Bauarbeiten bis in die heutige Zeit. Dabei müssen die Mauern auch gegen ein Abrutschen gesichert werden. Sie werden beispielsweise künstlich miteinander verbunden oder mit Bohrankern im Fels verankert. Zwischen 1978 und 2000 wurden etwa 5 Millionen DM für Instandhaltungsarbeiten aufgewendet. Bis 2007 standen vom Land Baden-Württemberg weitere 2,4 Millionen Euro zur Verfügung. Seit 1974 wurden bis 2009 in die Sicherung der Ruine 4,76 Millionen Euro investiert.

## Bewohnerentwicklung
Angaben über Bewohnerzahlen existieren seit dem Beginn der Festungszeit. Dass Frauen und Kinder in der Festung lebten, ist erstmals für 1594 nachgewiesen. Bei Bedarf konnte die Festung jedoch deutlich mehr Soldaten Unterkunft gewähren. So waren bereits während des Bauernkrieges 1524 500 Soldaten in der Festung stationiert.
| Jahr | Soldaten | Zivilisten | Frauen | Kinder |
| ---- | -------- | ---------- | ------ | ------ |
| 1522 | 50       | –          | –      | –      |
| 1539 | 21       | –          | –      | –      |
| 1550 | 30       | –          | –      | –      |
| 1551 | 29       | –          | –      | –      |
| 1556 | 27       | –          | –      | –      |
| 1587 | 30       | –          | –      | –      |

| Jahr | Soldaten | Zivilisten | Frauen | Kinder |
| ---- | -------- | ---------- | ------ | ------ |
| 1594 | ca. 30   | –          | 8      | 25     |
| 1692 | 236      | 37         | 141    | 237    |
| 1735 | 117      | –          | –      | –      |
| 1744 | 123      | –          | –      | –      |
| 1768 | 111      | –          | –      | –      |
| 1800 | 106      | 27         | 54     | 93     |

## „Willkommbuch“
Bei der feierlichen Wiederinbesitznahme durch Eberhard III. im Juni 1652, als er sich mit großem Gefolge und vielen Gästen auf dem Hohentwiel aufhielt, stiftete er ein in Leder gebundenes Gästebuch aus hochwertigem, in Zürich hergestelltem Papier. Im Laufe von 148 Jahren nahm es rund 900 Reime und Sinnsprüche auf Deutsch, Französisch, Latein, aber auch Griechisch und Hebräisch von Besuchern der Festung auf. Das Gästebuch knüpfte an eine von Herzog Ulrich begründete Tradition an, wonach jeder Besucher der Festung die Pflicht hatte, 40 Pfund Steine auf den Berg zu tragen, ihm dafür aber oben ein Willkommenstrunk aus einem goldenen Becher zustand.
Eberhard III. eröffnete das Buch mit dem französischen Wahlspruch Tout avec Dieu (dt. „Alles mit Gott“). Die drei späteren großen Fürstenbesuche sind jeweils mit einer Vielzahl von Einträgen dokumentiert: Am 17. März 1702 Eberhard Ludwig, 1734 Karl Alexander mit großem Gefolge und 1741, infolge des Österreichischen Erbfolgekrieges, der junge Herzog Carl Eugen mit seinen Brüdern Ludwig Eugen und Friedrich Eugen.
Viele der Eintragungen beziehen sich auf den Brauch des Steinetragens: „Ich trug ein Stein auf Hohentwiel / Von 50 Pfund ist gar nicht viel, / Doch tranke aus dem Becher Wein, / Gott woll mir weiter gnädig seyn“, schrieb am 12. April 1697 ein Freiherr von Ow, worauf ein Graf von Forstner erwiderte: „Ich hab getragen gar nicht schwer, / Hergegen gesoffen desto mehr.“ Andererseits spiegelt der Eintrag des Sekretärs und Geheimen Registrators Johann Christoph Knab, der 1741 die drei herzoglichen Brüder begleitete, die Beklemmung der Flucht: „Wenn jemand mich in Stuttgardt sucht, / So sprecht ich sey mit in der Flucht, / Zu Hohen Twiel, auf Felß und Stein, / Wo rauhe Lufft und saurer Wein, / Vergnügenheit mein ganz vergißt, / Den hol der Fuchs, so schuld dran ist.“
Neben solchen Eintragungen finden sich solche von Offizieren der Festung, von Pfarrern und geistlichen Würdenträgern und im 17. Jahrhundert von vielen jungen Adeligen aus Schweden, Pommern, Sachsen oder Westfalen, die auf ihrer Kavalierstour den Hohentwiel besuchten. Ab 1734 finden sich die ersten Eintragungen von Frauen und im 18. Jahrhundert von Bürgerlichen.

## Ekkehard-Roman

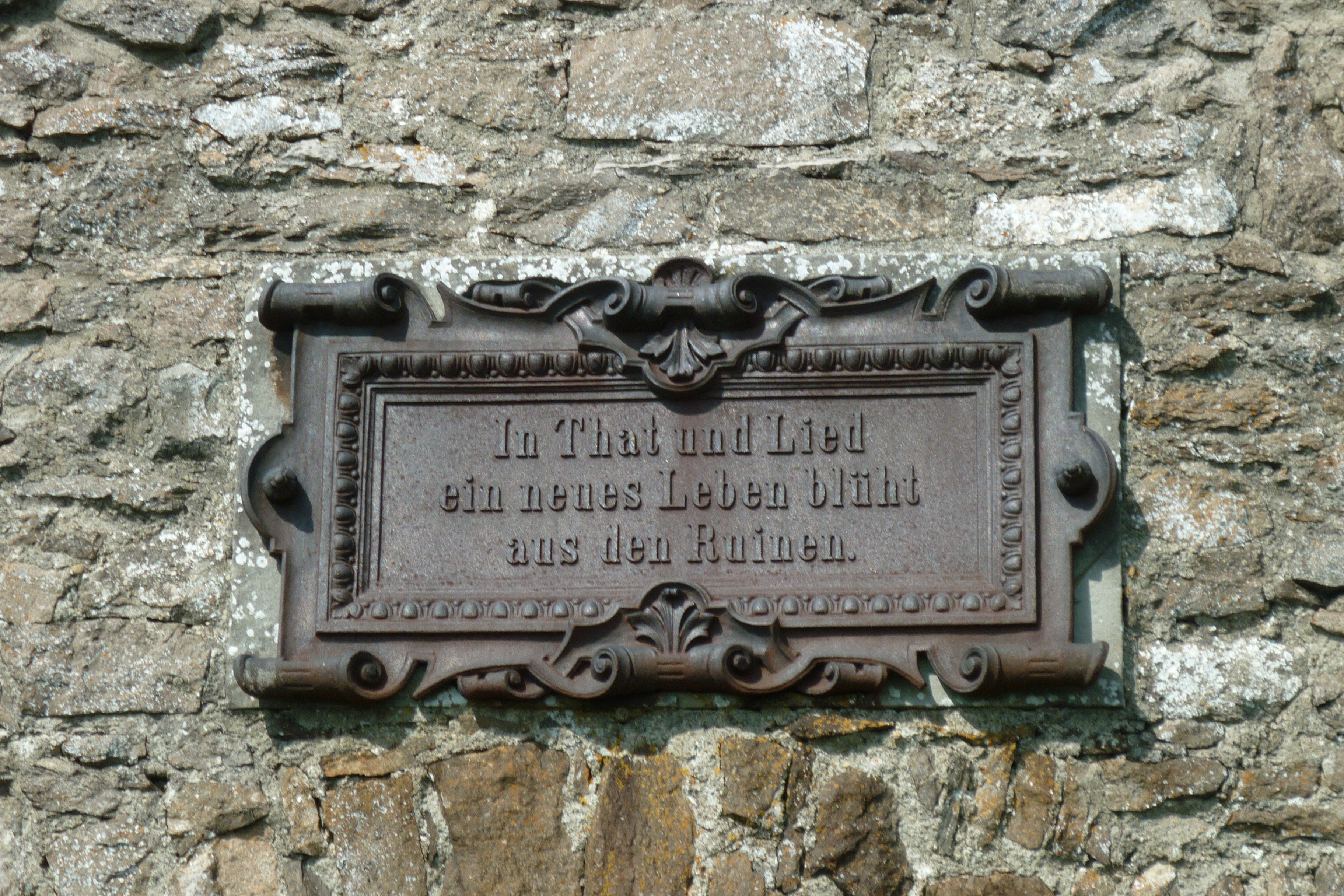
Inschrifttafel in den Ruinen des Zeughauses

Im Jahr 1855 erschien Joseph Victor von Scheffels Roman Ekkehard, der zu Scheffels Lebzeiten noch 89 Mal neu aufgelegt wurde. Den Mittelpunkt der Erzählung bildet die Liebesgeschichte des Mönchs Ekkehard II. mit Hadwig, der Witwe des Herzogs Burchard III. Am Anfang des Romans reist Hadwig nach St. Gallen und trifft dort auf Ekkehard. Vom Bildungs-Inventar des Klosters angetan, fordert sie vom Abt Ekkehard als Latein-Lehrer. Auf seiner Reise nächtigt er im Kloster Reichenau und bekommt Streit mit den dortigen Mönchen. Es folgt ein Einfall der Hunnen, die bei einer Schlacht vor dem Hohentwiel geschlagen werden. An der Schlacht nimmt auch Ekkehard teil. Nachdem Ekkehard einen belgischen Mönch ausgelacht hat, rächt sich dieser mit einer Schmähschrift, die von den Reichenauern der Herzogin zugespielt wird. Dies und seine Ablehnung ihres Werbens, zuletzt aber sein Annäherungsversuch im falschen Moment bringt ihn in das Schlossverlies. Ekkehard kann flüchten und versteckt sich bei Almbauern im Säntis-Gebiet. Hier schreibt er das „Walthari-Lied“ und reist danach in die Welt, um unbekannte Abenteuer zu erleben.
Anders als im Roman war Ekkehard II. lediglich Hadwigs Lehrer und Vertrauter. Dem „Einfall der Hunnen“ entsprachen in der Realität die Ungarneinfälle. Dabei kamen die Ungarn 913, 915 und 917 in den Hegau, die Rolle des Hohentwiel dabei ist nicht bekannt. Das Walthari-Lied entspricht der realen lateinischen Waltharius-Heldendichtung, die um das 10. Jahrhundert entstanden ist. Allerdings ist ihr Verfasser nicht bekannt. Scheffel übersetzte die Dichtung aus dem Lateinischen ins Deutsche. Für seinen Roman hat Scheffel die um 1850 verfügbaren Quellen ausgiebig genutzt, so dass Teile des Romans sich eng an die historische Realität anlehnen.
Die Darstellungen des zeitweise ungeheuer populären Romans beeinflussten lange Zeit die Wahrnehmung der Geschichte des Hohentwiel. Von vielen Lesern wurden sie als Wirklichkeit aufgefasst. Dies wirkte sich auch auf die Ruinen aus. An manchen Gebäuden wurden unter dem Eindruck des Romans fehlerhafte Schilder angebracht, beispielsweise Kloster, später Kaserne oder Ekkehardsturm. Dabei sind aus dem 10. Jahrhundert bisher keine Spuren in den Ruinen gefunden worden.

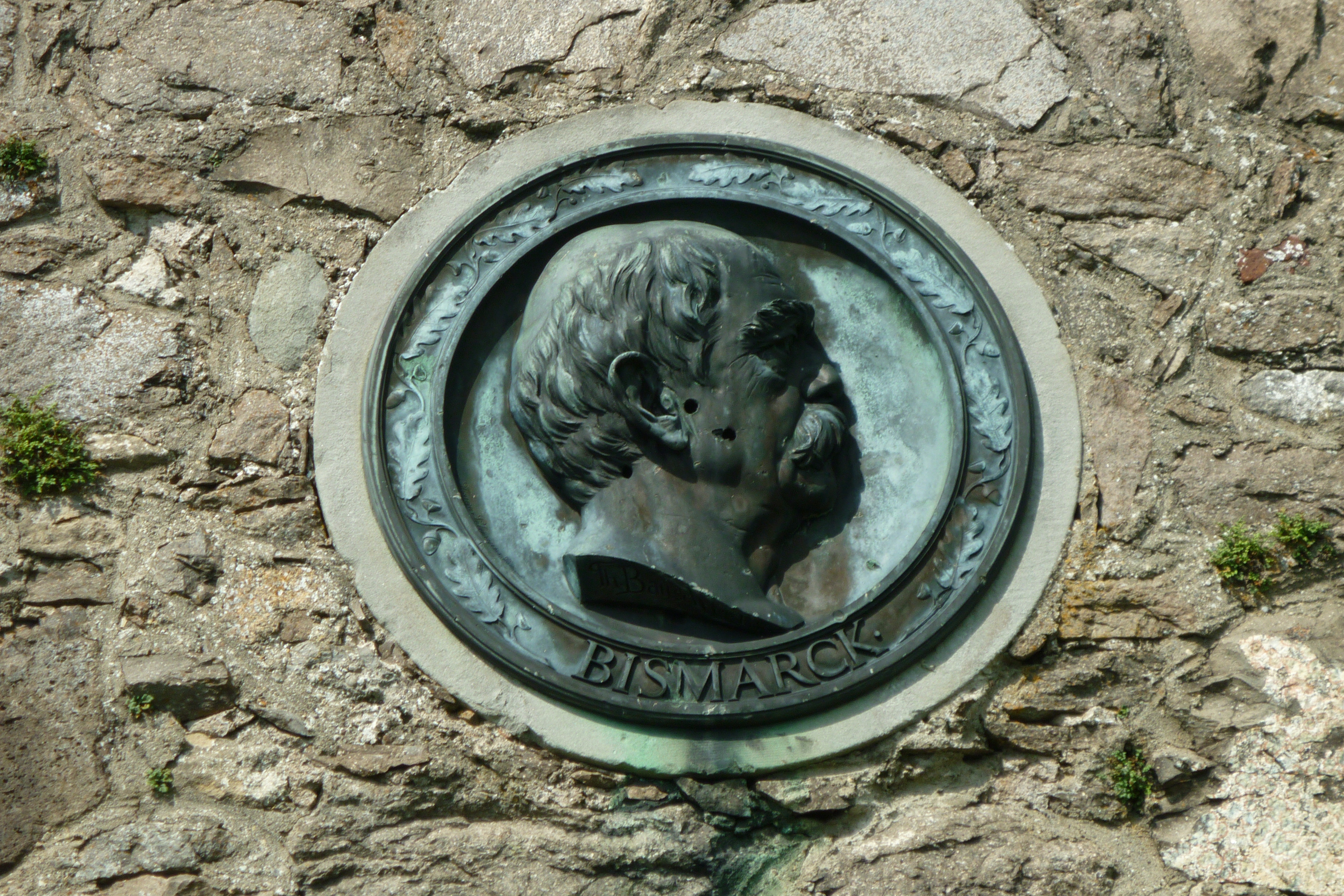
Bismarck-Reliefmedaillon von Theodor Bausch
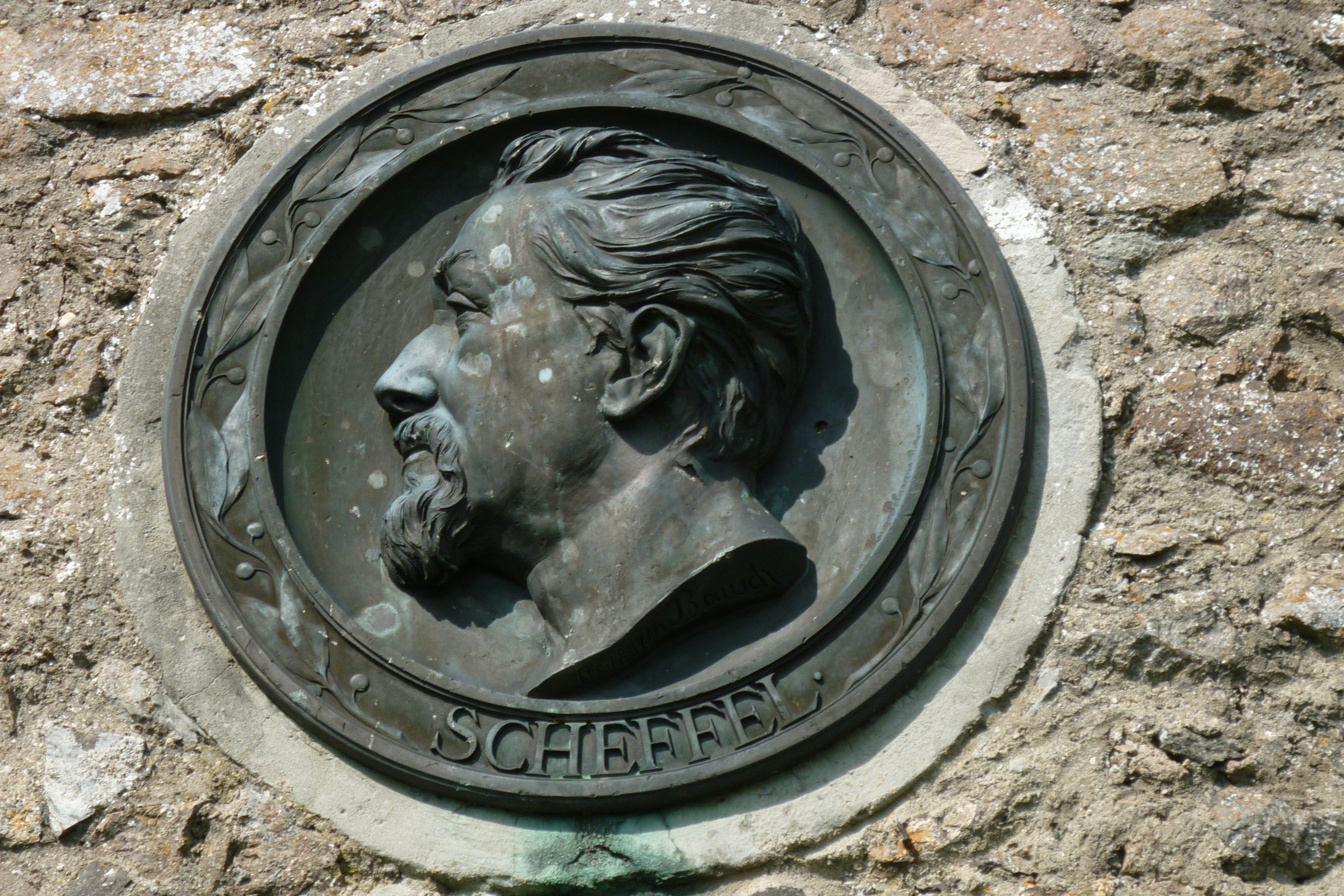
Pendant: Scheffel-Relief von Theodor Bausch

## Festung heute

Festung heute

Bei einem Rundgang durch die erhaltenen Teile der Festung, ausgehend von der heutigen „Domäne Hohentwiel“, erreicht man zunächst durch das Alexandertor (1), einen Tunnel, die Untere Festung. Es folgt das stark zerstörte Karlstor (2) vor der Karlsbastion (3). Durch das Eugenstor (4) gelangt man in das Innere der Unteren Festung. Vorbei am Torgebäude Radschinen (5), dem Stabsoffiziersbau (6) und der Alten Kelter (7) passiert man die Apotheke (8), die Marketenderei (9) und die Kaserne (10). Im Aufstieg zur Oberen Festung sieht man die Bäckerei (11) und ein Wirtschaftsgebäude (12). Im oberen Teil des Weges trifft man auf Reste eines Torturms, das Salzbüchsle (13), auf welches die Schmiede (14) folgt. Den nördlichsten Teil der Festung bildet die Friedrichsbastion (15) auf dem Schmittefelsen. Im Anschluss daran gelangt man durch ein Portal (16) in die Obere Festung. Diese beginnt mit dem Langen Bau (17, Kaserne) in dem sich der Laubengang befindet. Beherrscht wird der Ostteil der Oberen Festung durch den Paradeplatz (18), auf dem sich die Zisternen (19) befinden. Vom Platz gibt es einen Durchgang zum Geschützturm Gutgenug (20). In der Kaserne ist ein Abgang zur Wilhelmswacht (21), der östlichen Bastion. Am südlichen Ende des Ostteils liegt die Obere Bäckerei (22), an die sich nördlich das Langhaus der Kirche (23) anschließt. Im Westteil der oberen Festung befindet sich die Herzogsburg (24) mit dem Badehaus (25). Der südlichste Punkt wird begrenzt durch die Eberhardswacht (26), die nach Westen hin in das Rondell Augusta (27) übergeht. Nördlich davon befindet sich das Zeughaus (28).

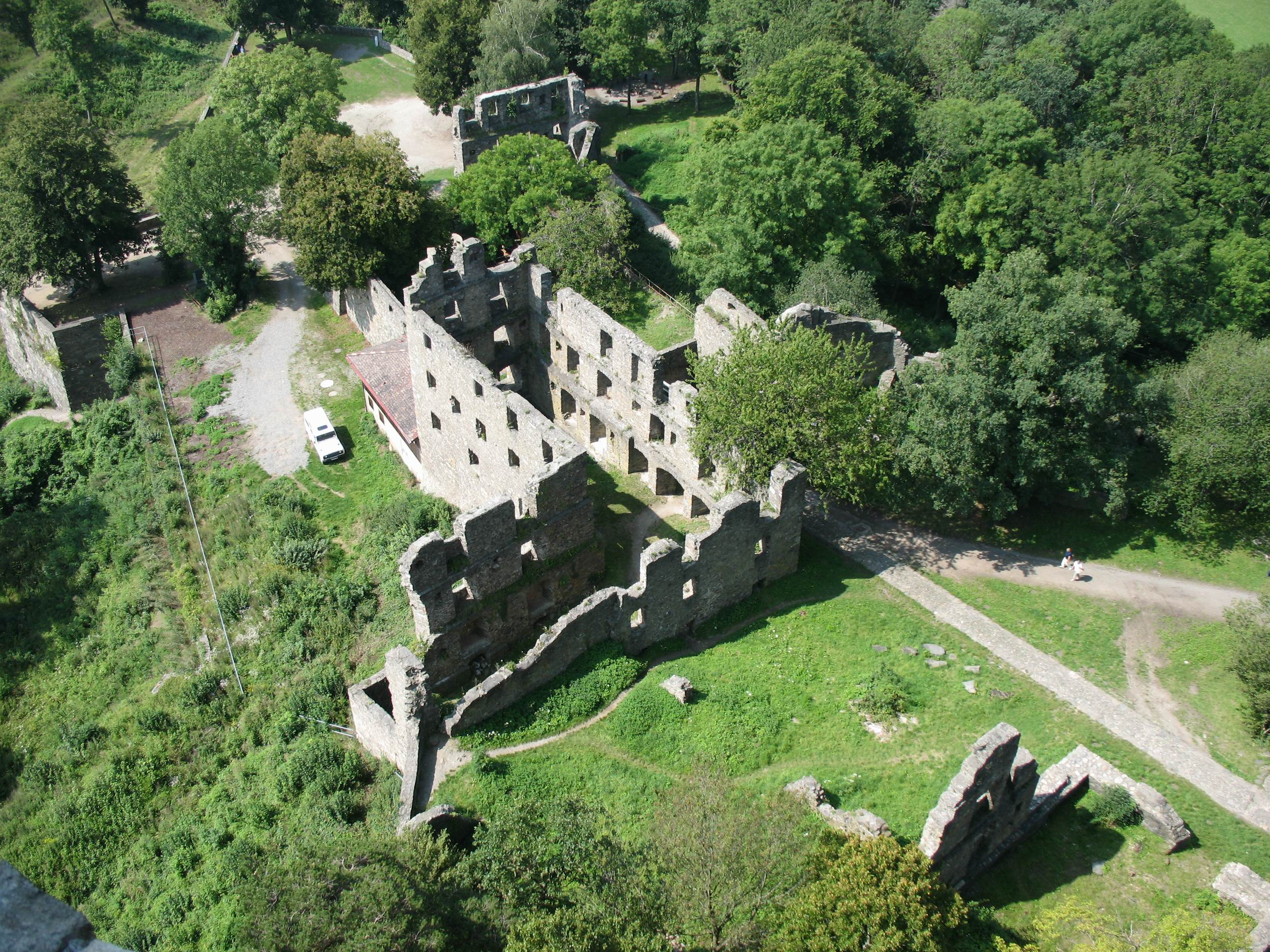
Untere Festung: Stabsoffizierswohnungen und Karlsbastion
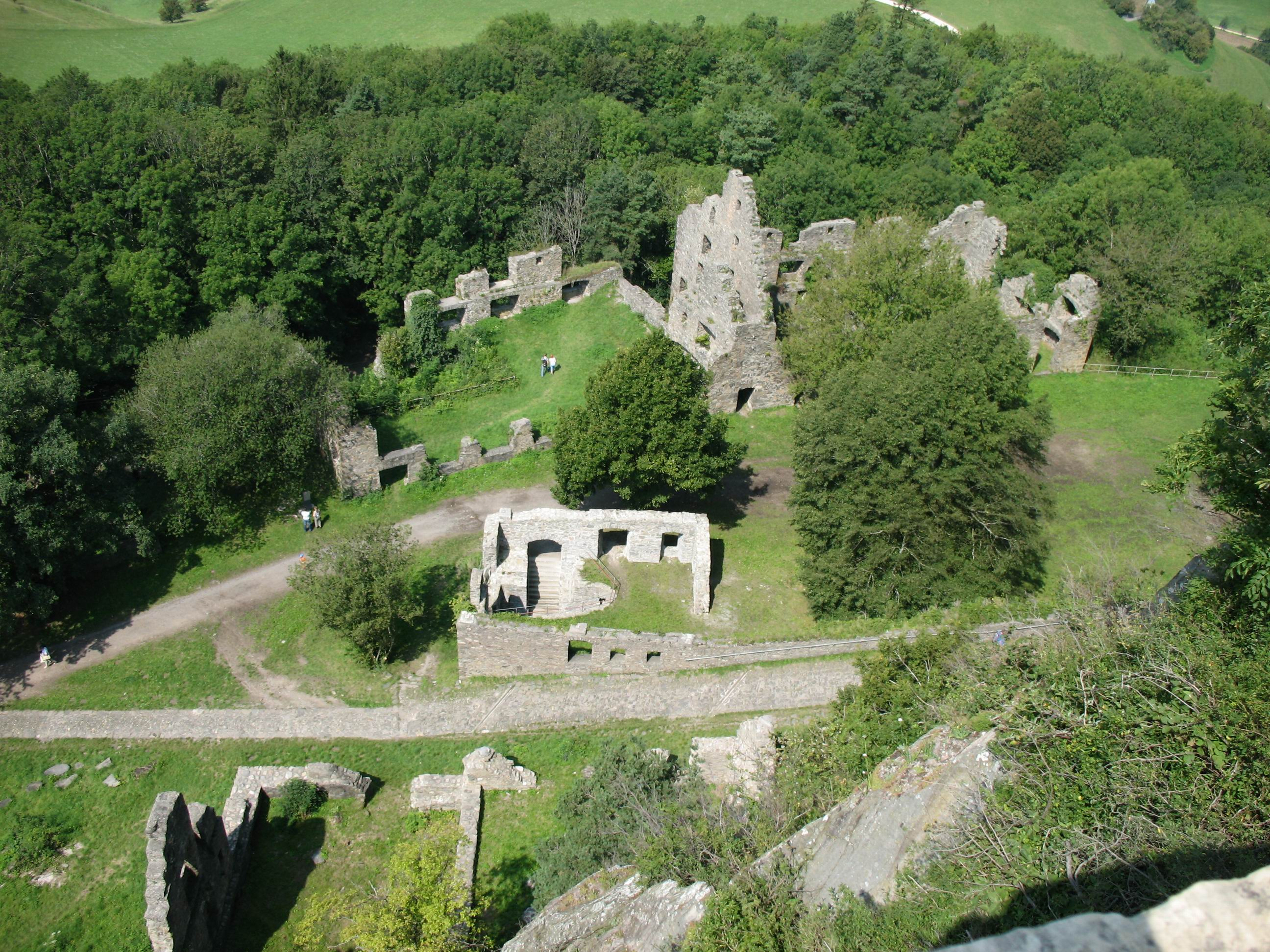
Untere Festung: Marketenderei und Kaserne
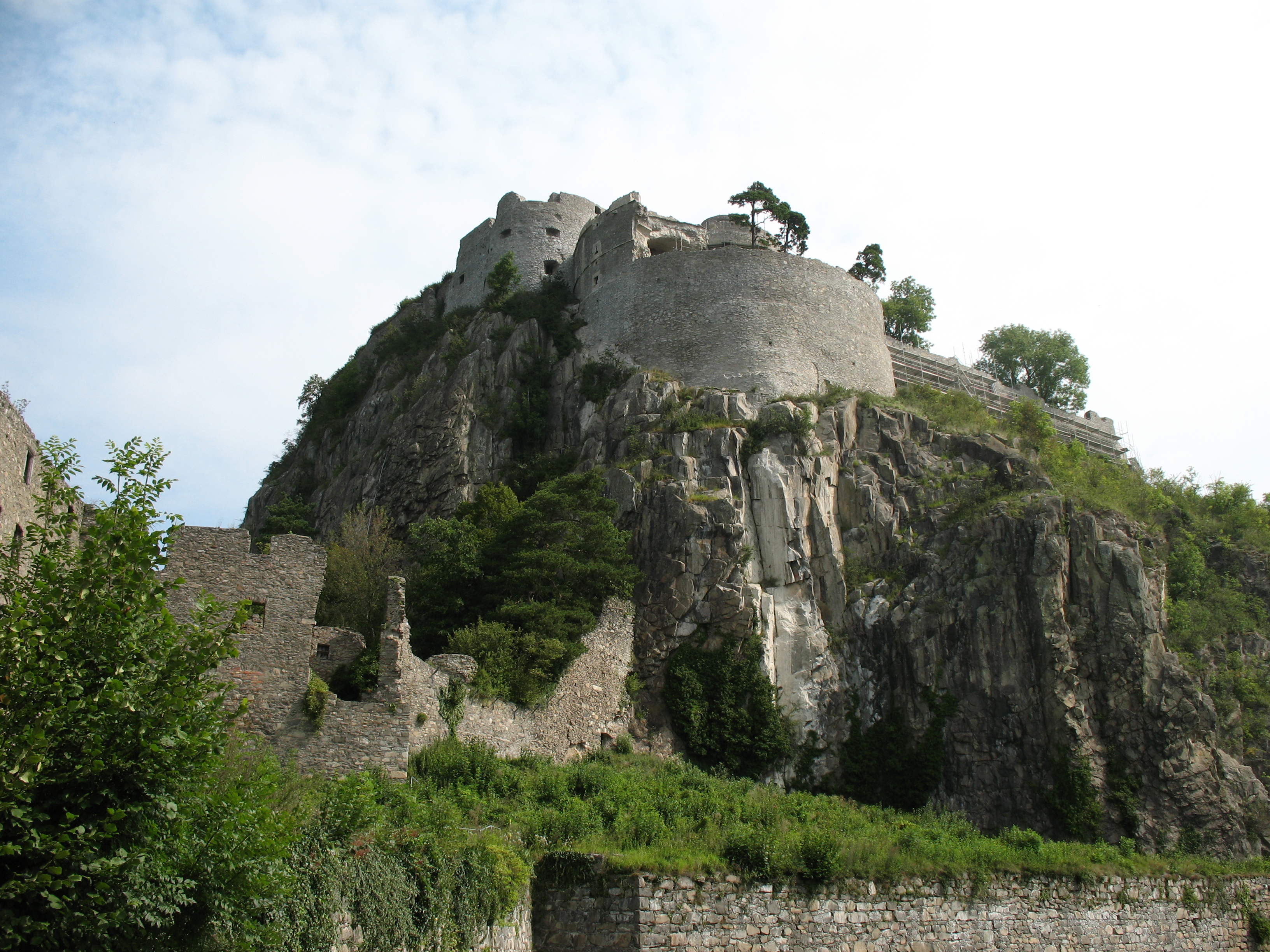
Obere Festung: Rondell Augusta
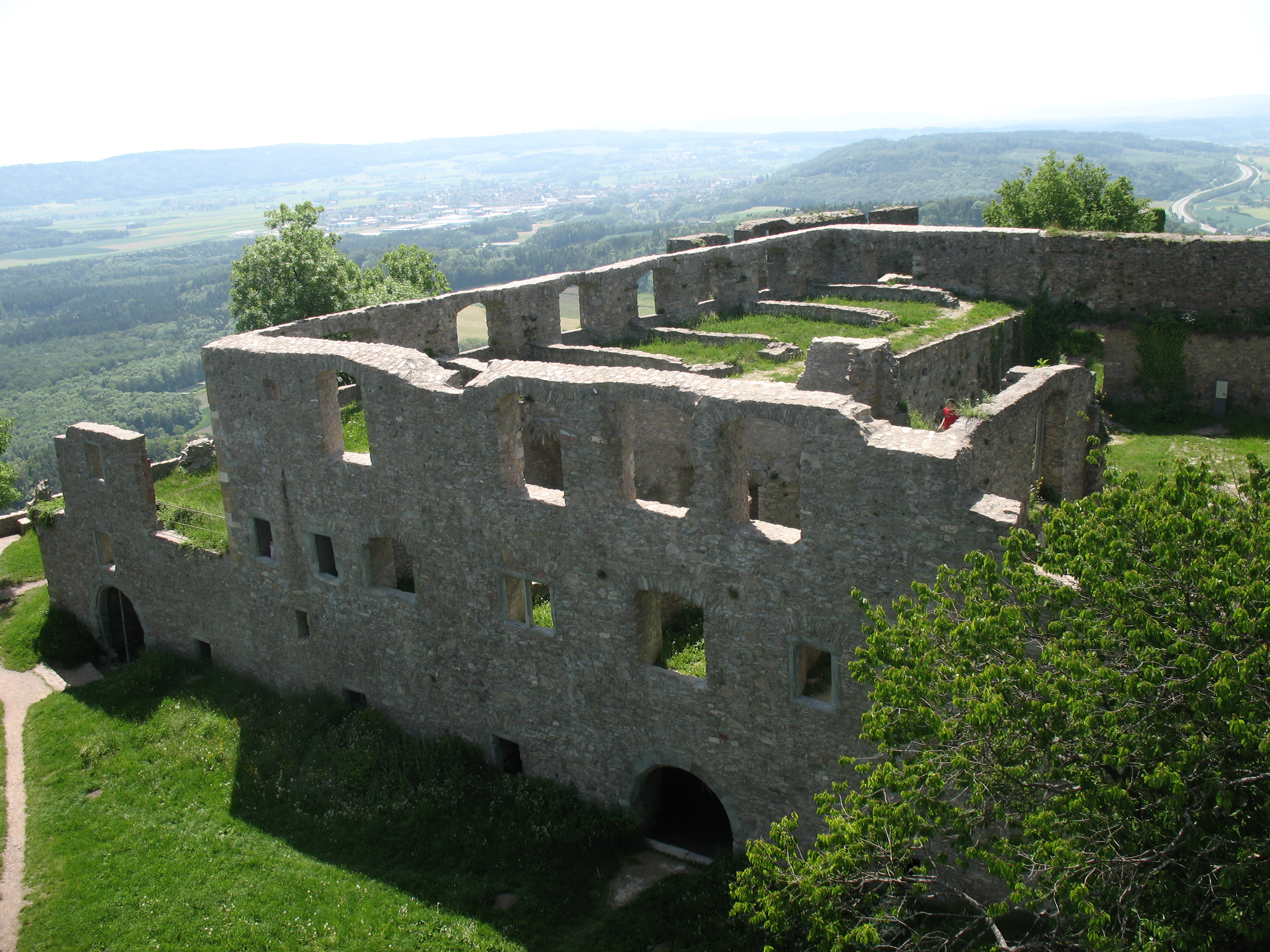
Obere Festung: Herzogsburg

## Festspiele und Festivals

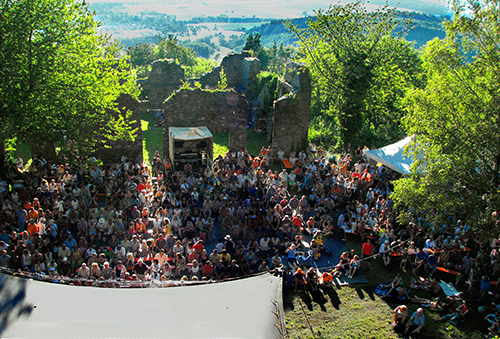
Hohentwiel-Festival 2007

Schon um das Jahr 1900 wollte die Stadt Singen Hohentwiel-Festspiele begründen. Zu diesem Zweck wurde eine Festspielhalle unter dem Hohentwiel erbaut, in der 1906 und 1907 zwei Festspiele stattfanden. In den Folgejahren erwies sich das Projekt jedoch als Fehlschlag, und die Halle wurde 1918 abgerissen. Nach dem Ersten Weltkrieg kam es zu einer Wiederbelebung der Festspielidee. An einem Wochenende im August 1921 fanden erneut Festspiele statt, dieses Mal direkt auf dem Hof der Herzogsburg. 1922 wurden daraus die Volksfestspiele, die sechs Wochen liefen. Ort der Aufführungen war die Karlsbastion, mit der Unteren und Oberen Burg als „natürlicher“ Kulisse. Mit wechselndem finanziellen Erfolg wurden die Festspiele jährlich bis zur Weltwirtschaftskrise 1929 fortgesetzt. Von 1935 bis 1939 gab es Deutsche Festspiele unter nationalsozialistischer Federführung und mit Förderung durch Joseph Goebbels.
Als der Hohentwiel 1969 zur Stadt Singen kam, wurde aus diesem Anlass eine Sonderfestwoche im Sommer veranstaltet. Unter anderem gab es ein Burgfest mit Feuerwerk. Die Festwochen wurden 1970 wiederholt, allerdings ohne Programmpunkte in der Festung selbst. 1975 fand auf der Karlsbastion ein Jazzfestival statt, das in der Folge regelmäßig veranstaltet wurde. 1980 vergrößerte es sich, so dass die Untere Festung mit einbezogen wurde. Im selben Jahr gab es einen Kultursonntag mit dreizehn in der Festung verteilten Spielstätten und 20.000 Besuchern. Ab 1981 verlängerte sich das Jazzfestival auf zwei Spieltage, und der Kultursonntag wurde zum Bergfest. 1990 trat Miles Davis beim Festival auf, das sich dadurch auch international etablieren konnte. 1998 führten Einsparungen im Singener Stadthaushalt dazu, dass das Festival nur noch mit privaten Partnern möglich war. Im Jahr 2000 fanden wegen der Landesgartenschau keine Veranstaltungen auf dem Berg statt. Seitdem findet das Festival jährlich statt. Heute dauert das Festival eine Woche und findet im Juli statt. Veranstalter des Festivals ist die Stadt Singen in Kooperation mit KOKO & DTK Entertainment aus Konstanz.

## Tourismus

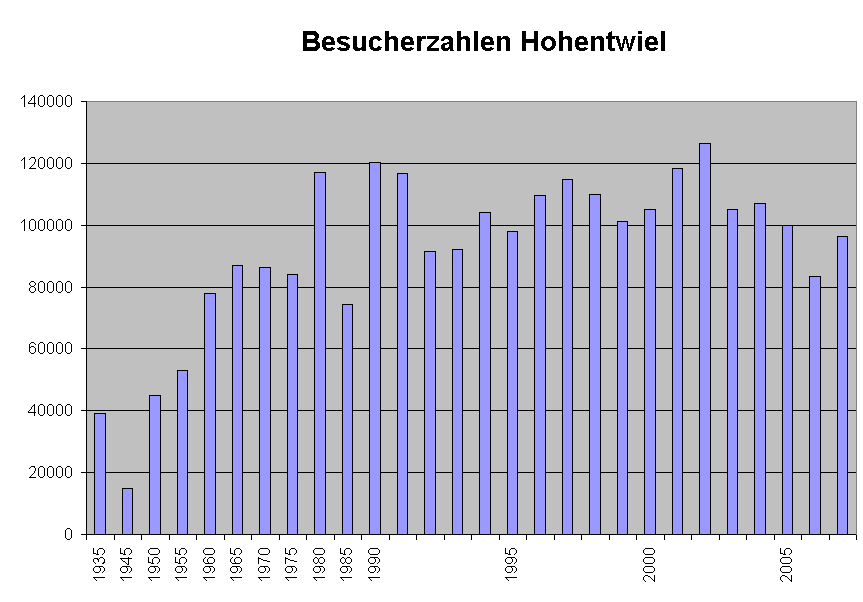
Ausgewählte Besucherzahlen zwischen 1935 und 2007

Touristische Besucher des Hegaus und des Hohentwiels gab es schon seit Anfang des 18. Jahrhunderts; so kamen beispielsweise Johann Georg Keyßler und Johann Georg Sulzer. Ohne Erlaubnis des Hofes in Stuttgart durfte die Festung jedoch nicht betreten werden. Lediglich zum Gottesdienst war dies möglich. Nach der Schleifung der Burg zu Beginn des 19. Jahrhunderts war der württembergische Herzog 1804 der erste Besucher. In der Folge konnte die Festung kostenlos betreten werden, für die Besteigung des Kirchturms mussten 12 Kreuzer bezahlt werden. Eine „touristische“ Maßnahme war die Aufforstung des Hohentwiels nach 1890, welche dem Berg ein „freundlicheres Aussehen“ verleihen sollte. Im Mai 1906 besuchte Kaiser Wilhelm II. den Hohentwiel. 1994 wurde in einer Remise der Domäne ein Informationszentrum mit Kartenverkauf, Dauerausstellung und Multimedia-Show eingerichtet. Die Besucherzahlen der Festung liegen seit den 1950er Jahren bei über 50.000 Besuchern pro Jahr, seit 1990 bei mehr als 80.000 Besuchern jährlich. 1990 und 2002 wurde mit 120.412 beziehungsweise 126.520 Besuchern sogar die Marke von 120.000 Besuchern überschritten. Im Jahr 2008 besuchten 86.000 Menschen die Ruinen. Betreut wird die Festungsruine von der Einrichtung Staatliche Schlösser und Gärten Baden-Württemberg.